# Danh sách loài của chi Lan hoàng thảo
Lan hoàng thảo Dendrobium là một chi lớn trong Họ Lan, với khoảng 1.200 loài.
Một số loài trước kia được xếp vào chi này nhưng hiện đã được nhiều hệ thống phân loại chuyển đi, xem dưới đây để biết chi tiết cụ thể.

## A
|  |  |

| - Dendrobium aberrans – Deviating Dendrobium - Dendrobium acaciifolium J.J.Sm. - Dendrobium acanthophippiiflorum J.J.Sm. - Dendrobium acerosum - Dendrobium acianthum - Dendrobium aciculare - Dendrobium acinaciforme – Saber-shaped Dendrobium - Dendrobium aclinia - Dendrobium acuminatissimum - Dendrobium acutifolium - Dendrobium acutilobum - Dendrobium acutimentum - Dendrobium acutisepalum - Dendrobium adae – Ada's Dendrobium - Dendrobium adamsii - Dendrobium aduncum – Hồng câu - Dendrobium aemulum – Ironbark Orchid, Brush Box Orchid, White-feather Orchid, Similar-looking Dendrobium - Dendrobium aemulum var. aemulum - Dendrobium aemulum var. callitrophilum - Dendrobium affine - Dendrobium agathodaemonis J.J.Sm. - Dendrobium agrostophylloides - Dendrobium agrostophyllum – Grassy-leaved Dendrobium - Dendrobium agusanense - Dendrobium alabense - Dendrobium alaticaulinum – Winged-stem Dendrobium - Dendrobium albayense - Dendrobium albosanguineum – White and blood-red dendrobium - Dendrobium alboviride - Dendrobium alderwereltianum - Dendrobium alexandrae – Alexandra's Dendrobium - Dendrobium aliciae - Dendrobium aloefolium - Dendrobium alterum - Dendrobium alticola - Dendrobium amabile - Dendrobium amboinense - Dendrobium ambotiense - Dendrobium amethystoglossum – Hoàng thảo lưỡi tím - Dendrobium amoenum – Lovely Dendrobium - Dendrobium amphigenyum - Dendrobium anamalayanum - Dendrobium anceps – Double-edged Dendrobium | - Dendrobium × andersonianum - Dendrobium andreemillarae - Dendrobium angiense - Dendrobium angulatum - Dendrobium angustiflorum - Dendrobium angustipetalum - Dendrobium angustispathum - Dendrobium annae - Dendrobium annamense - Dendrobium annuligerum - Dendrobium anosmum – Lưỡng điểm hạc - Dendrobium anosmum var. Dearei or Alba - Dendrobium anosmum var. Huttonii - Dendrobium anosmum var. Semi-alba - Dendrobium anosmum var. Superbum - Dendrobium antennatum – Antelope orchid (sometimes separated in Ceratobium) - Dendrobium anthrene - Dendrobium apertum - Dendrobium aphanochilum - Dendrobium aphrodite – Aphrodite's Dendrobium - Dendrobium aphyllum – Hạc vĩ - Dendrobium appendicula - Dendrobium aqueum: Hoàng thảo trắng - Dendrobium araneum - Dendrobium argiense - Dendrobium aridum - Dendrobium aries - Dendrobium aristiferum - Dendrobium armeniacum - Dendrobium armitiae - Dendrobium aromaticum - Dendrobium arthrobulbum - Dendrobium asperatum - Dendrobium asperifolium J.J.Sm. - Dendrobium asphale - Dendrobium assamicum - Dendrobium atavus - Dendrobium atjehense - Dendrobium atromarginatum J.J.Sm. - Dendrobium atropurpureum - Dendrobium atrorubens - Dendrobium atroviolaceum – Hoàng thảo tím sẫm - Dendrobium attenuatum - Dendrobium aurantiflammeum - Dendrobium aurantiroseum – Aunty Rosie - Dendrobium auriculatum – Eared Dendrobium - Dendrobium austrocaledonicum - Dendrobium auyongii - Dendrobium axillare - Dendrobium ayubii |

## B

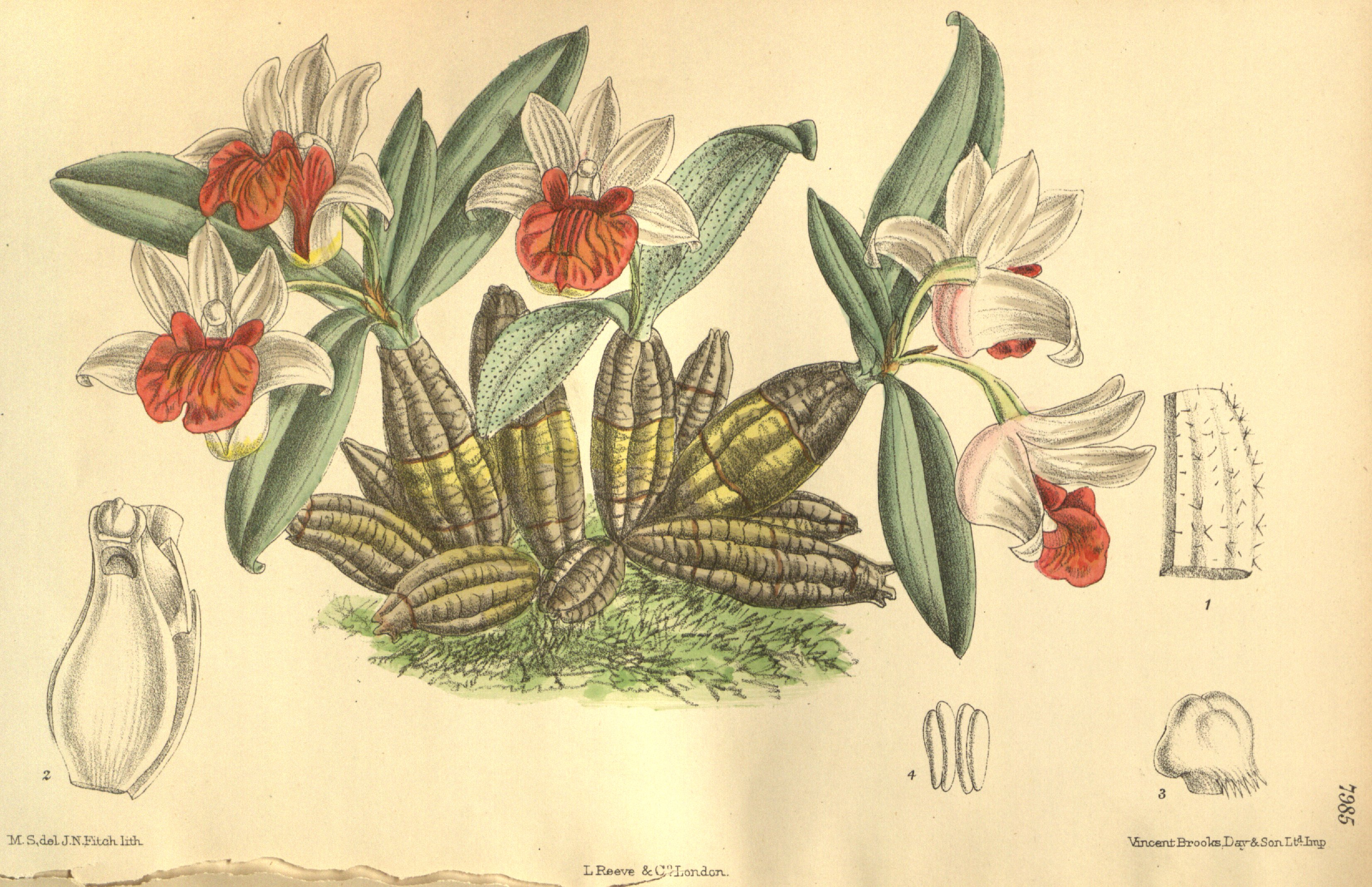
Enchanting dendrobium, Dendrobium bellatulum

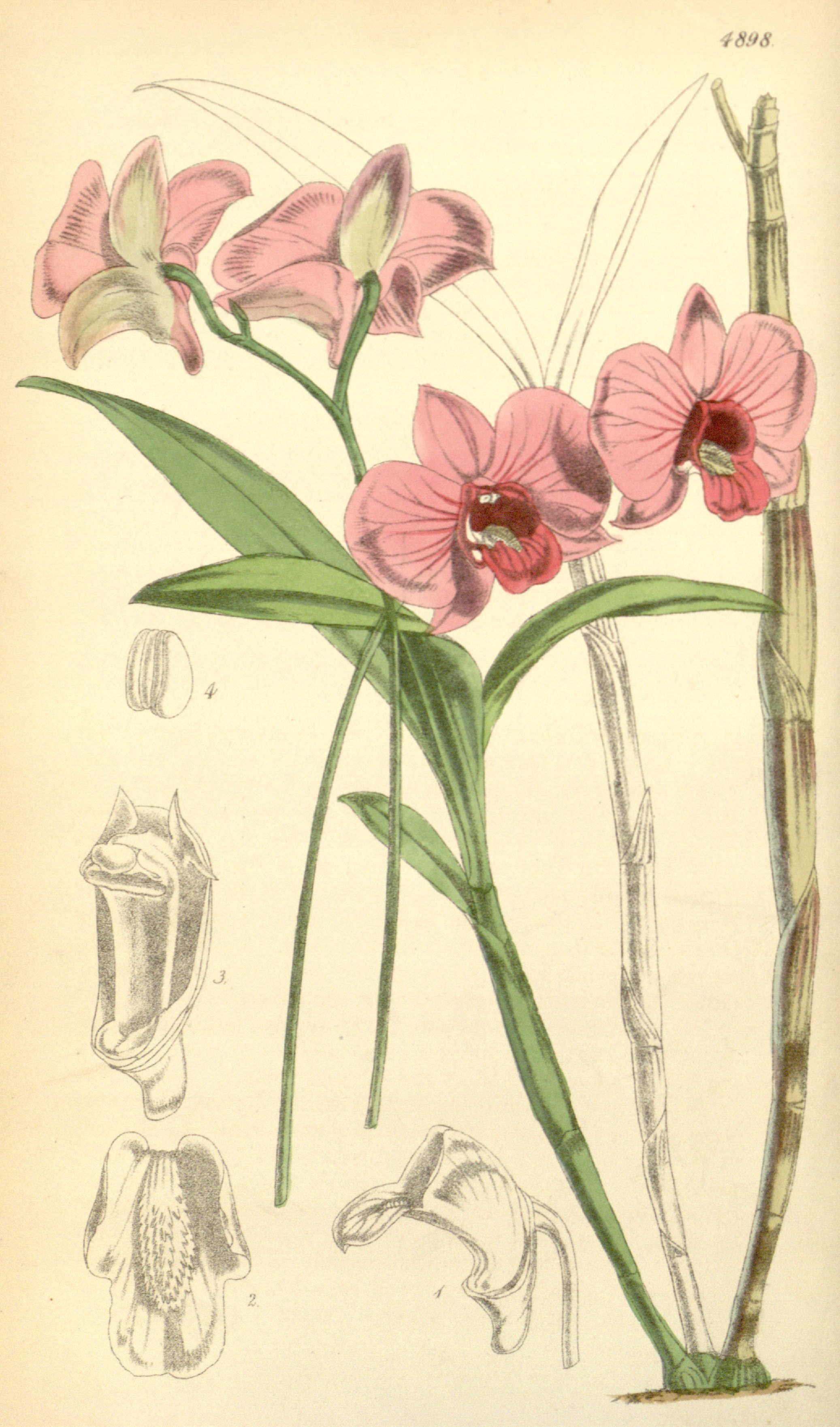
Two-humped dendrobium, the "true" Dendrobium bigibbum

| - Dendrobium babiense - Dendrobium baeuerlenii - Dendrobium baileyi - Dendrobium balzerianum - Dendrobium bambusifolium - Dendrobium bambusiforme - Dendrobium bambusinum - Dendrobium bandaense - Dendrobium barbatulum – Small-bearded dendrobium - Dendrobium barbatum - Dendrobium barisanum - Dendrobium basilanense - Dendrobium beamanianum - Dendrobium beckleri – Pencil Orchid - Dendrobium bellatulum – Hoàng thảo đốm đỏ - Dendrobium bensoniae – Benson's Dendrobium - Dendrobium bicallosum - Dendrobium bicameratum - Dendrobium bicaudatum – Two-tailed Dendrobium - Dendrobium bicornutum - Dendrobium bifalce - Dendrobium bifarium - Dendrobium biflorum - Dendrobium bigibbum – Two-humped dendrobium - Dendrobium bigibbum var. album - Dendrobium bigibbum var. candicum - Dendrobium bihamulatum - Dendrobium bilobulatum - Dendrobium bilobum - Dendrobium biloculare - Dendrobium binoculare | - Dendrobium bipulvinatum - Dendrobium bismarckiense - Dendrobium blanche-amesiae - Dendrobium blumei - Dendrobium bostrychodes - Dendrobium boumaniae - Dendrobium bowmannii - Dendrobium brachyanthum - Dendrobium brachycalyptra - Dendrobium brachycentrum - Dendrobium brachypus – Norfolk Island Orchid (formerly D. gracilicaule var. brachypus) - Dendrobium bracteosum – Bracted Dendrobium - Dendrobium branderhorstii - Dendrobium brassii - Dendrobium brevicaudum - Dendrobium brevicaule - Dendrobium brevicaule ssp. brevicaule - Dendrobium brevicaule ssp. calcarium - Dendrobium brevicaule ssp. pentagonum - Dendrobium brevilabium - Dendrobium brevimentum - Dendrobium brunnescens - Dendrobium brymerianum – Brymer's dendrobium - Dendrobium buffumii - Dendrobium bukidnonense - Dendrobium bulbophylloides – Bulbophyllum-like Dendrobium - Dendrobium bullenianum – Bullen's Dendrobium - Dendrobium bunuanense - Dendrobium busuangense |

## C

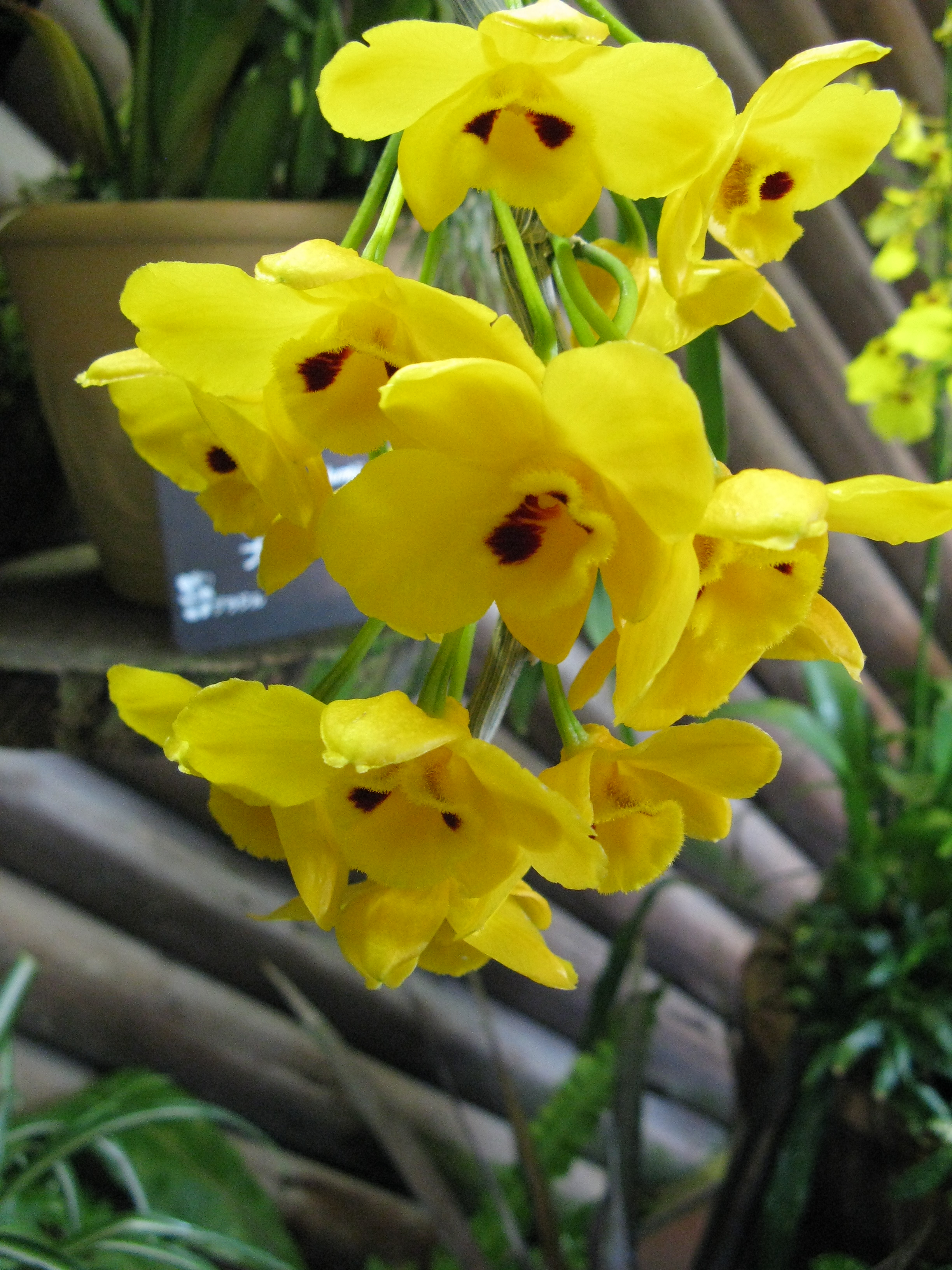
Golden yellow-flowered dendrobium, Dendrobium chrysanthum

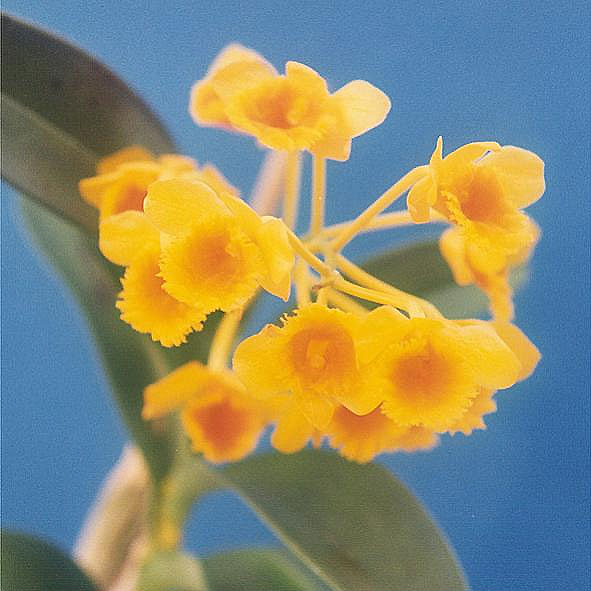
Golden-bow dendrobium, Dendrobium chrysotoxum

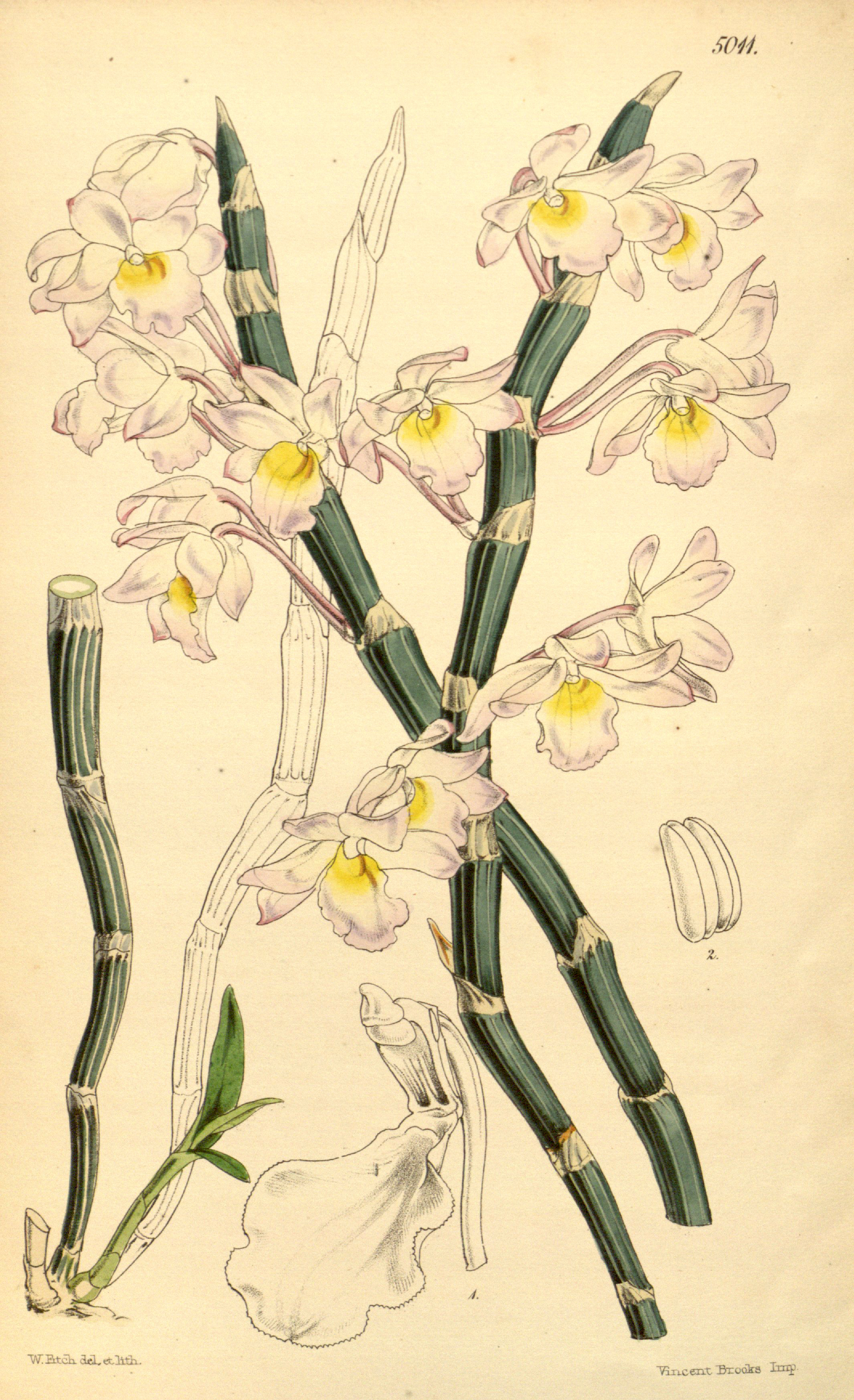
Shoe-lipped dendrobium, Dendrobium crepidatum

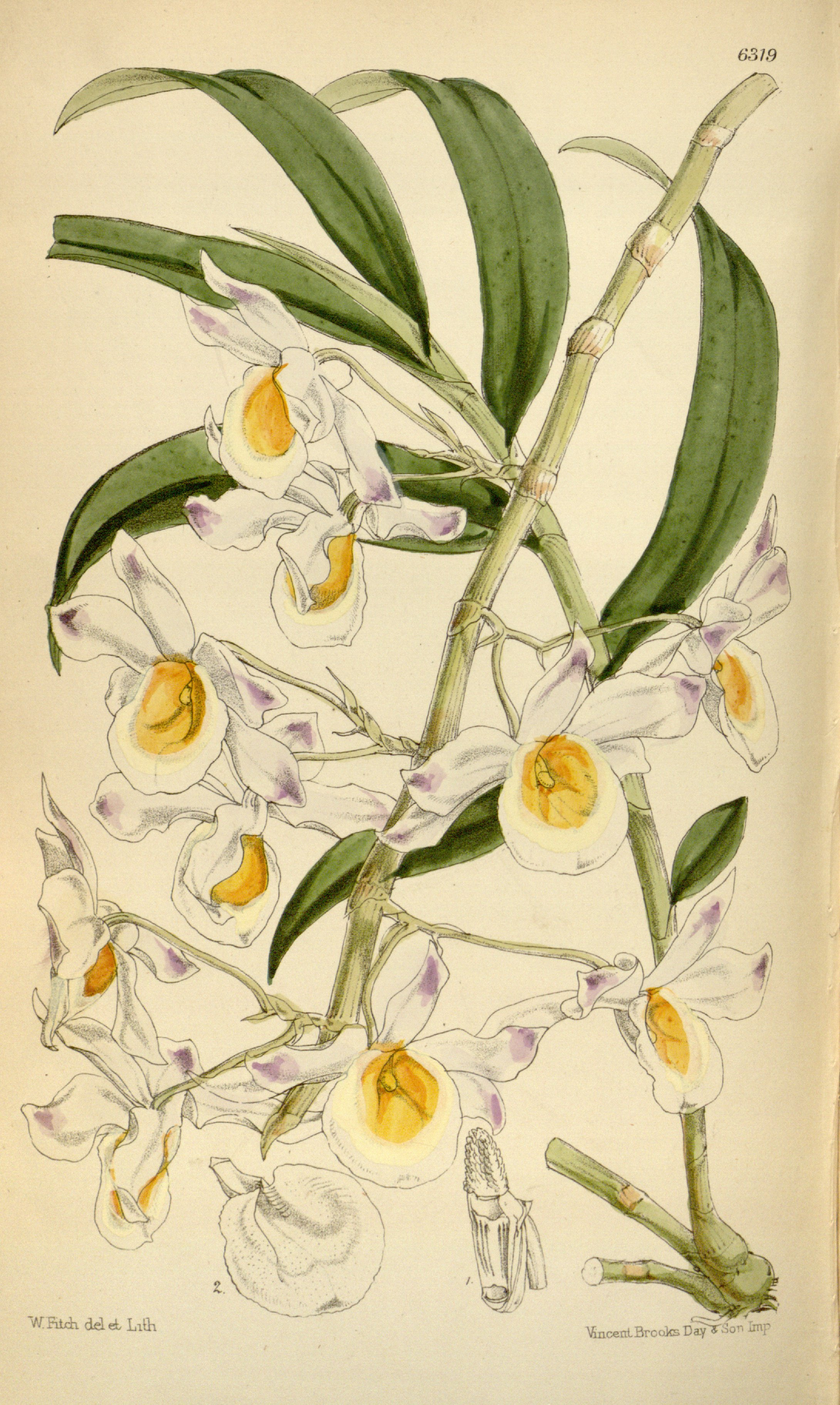
Shiny crystal dendrobium, Dendrobium crystallinum

| - Dendrobium cabadharense - Dendrobium cacatua (formerly D. tetragonum var. hayesianum) - Dendrobium cadetiiflorum - Dendrobium cadetioides - Dendrobium calcaratum - Dendrobium calcariferum - Dendrobium calceolum - Dendrobium calicopis - Dendrobium callitrophilum - Dendrobium calophyllum - Dendrobium calothyrsos - Dendrobium calyculimentum - Dendrobium calyptratum - Dendrobium camaridiorum - Dendrobium campbellii - Dendrobium canaliculatum R.Br. – Groove-leaved Dendrobium, Onion Orchid, Yellow Tea-tree Orchid - Dendrobium canaliculatum var. canaliculatum - Dendrobium canaliculatum var. nigrescens - Dendrobium cancroides - Dendrobium candidum - Dendrobium capillipes – Hairy-column-footed Dendrobium - Dendrobium capitellatoides - Dendrobium capitellatum J.J.Sm. - Dendrobium capitisyork (formerly D. tetragonum var. giganteum) - Dendrobium capituliflorum – Small Flower-head Dendrobium, White Bottle-brush Orchid - Dendrobium capra - Dendrobium cariniferum – Keel-carrying Dendrobium - Dendrobium carnicarinum - Dendrobium carolinense - Dendrobium carrii – Carr's Dendrobium - Dendrobium carronii – Carron's Dendrobium, Pink Tea-tree Orchid - Dendrobium carstensziense J.J.Sm. - Dendrobium caryicola - Dendrobium casuarinae - Dendrobium cathcartii - Dendrobium catillare - Dendrobium caudiculatum - Dendrobium cavipes - Dendrobium cemensiae - Dendrobium ceraceum - Dendrobium ceraula - Dendrobium chalmersii - Dendrobium chameleon – Chameleon Dendrobium - Dendrobium changjiangense - Dendrobium chittimae - Dendrobium chlorostylum - Dendrobium chordiforme Kraenzl (1910) - Dendrobium christyanum – Christy's Dendrobium - Dendrobium chrysanthum – Lan hoàng thảo hoa vàng - Dendrobium chryseum – Yellow-flowered Dendrobium - Dendrobium chrysobulbon - Dendrobium chrysocrepis - Dendrobium chrysopterum - Dendrobium chrysosema - Dendrobium chrysotainium - Dendrobium chrysotoxum – Kim điệp thân phình - Dendrobium ciliatilabellum - Dendrobium cinereum – Light-grey Dendrobium - Dendrobium cinnabarinum - Dendrobium cinnabarinum var. angustitepalum - Dendrobium cinnabarinum var. cinnabarinum - Dendrobium clausum - Dendrobium clavator – Club-shaped Dendrobium - Dendrobium clavuligerum - Dendrobium cleistogamum - Dendrobium closterium - Dendrobium closterium var. closterium - Dendrobium closterium var. jocosum - Dendrobium cochleatum - Dendrobium cochliodes – Shell-like Dendrobium - Dendrobium codonosepalum - Dendrobium coelandria - Dendrobium coeloglossum – Coelogyne-lipped Dendrobium | - Dendrobium collinum - Dendrobium coloratum - Dendrobium compactum - Dendrobium compressicaule - Dendrobium compressimentum - Dendrobium compressistylum - Dendrobium compressum - Dendrobium comptonii (formerly D. gracilicaule var. howeanum) - Dendrobium conanthum - Dendrobium concavum - Dendrobium concinnum – Elegant Dendrobium - Dendrobium confinale - Dendrobium confundens - Dendrobium confusum J.J.Sm. - Dendrobium conicum - Dendrobium connatum - Dendrobium consanguineum - Dendrobium constrictum - Dendrobium convexipes - Dendrobium convolutum – Convoluted Dendrobium - Dendrobium copelandianum - Dendrobium corallorhizon - Dendrobium correllianum - Dendrobium corrugatilobum - Dendrobium corticicola - Dendrobium courtauldii - Dendrobium crabro - Dendrobium crassicaule - Dendrobium crassiflorum - Dendrobium crassifolium – Thick-leaved Dendrobium - Dendrobium crassilabium P.J.Spence: Papua New Guinea - Dendrobium crassimarginatum - Dendrobium crassinervium - Dendrobium crenatifolium - Dendrobium crenatilabre - Dendrobium crepidatum – Shoe-lipped dendrobium - Dendrobium cretaceum - Dendrobium crispatum - Dendrobium crispilinguum - Dendrobium crispulum - Dendrobium crocatum – Saffron-yellow Dendrobium - Dendrobium croceocentrum - Dendrobium crucilabre - Dendrobium cruentum – Blood-red Dendrobium - Dendrobium crumenatum – Pigeon Orchid, Sparrow Orchid, Bag-shaped Dendrobium, "dove orchid" - Dendrobium cruttwellii – Cruttwell's Dendrobium - Dendrobium crystallinum – Shiny crystal dendrobium - Dendrobium cuculliferum - Dendrobium cucullitepalum - Dendrobium cultratum - Dendrobium cultrifolium - Dendrobium cumelinum - Dendrobium cumulatum – Crowded-bulb Dendrobium - Dendrobium cuneatipetalum - Dendrobium cuneatum - Dendrobium cuneiforme (Ruiz & Pav.) Pers - Dendrobium cuneilabrum - Dendrobium curvicaule (formerly D. speciosum var. capricornicum, D. speciosum var. curvicaule) - Dendrobium curviflorum - Dendrobium curvimentum - Dendrobium curvisepalum - Dendrobium curvum - Dendrobium cuspidatum - Dendrobium cuthbertsonii – Cuthbertson's Dendrobium - Dendrobium cyanocentrum – Black-blue-spurred Dendrobium - Dendrobium cyanopterum - Dendrobium cyatopoides - Dendrobium cyclolobum - Dendrobium cylindricum - Dendrobium cymatoleguum - Dendrobium cymbiforme - Dendrobium cymboglossum – Boat-lipped Dendrobium - Dendrobium cymbulipes - Dendrobium cyrtolobum - Dendrobium cyrtosepalum |

## D

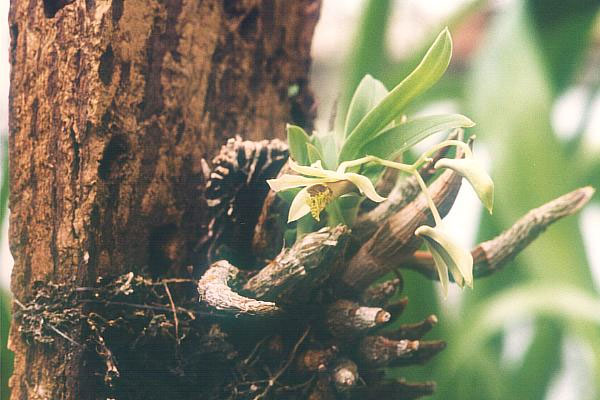
Delacour's Dendrobium, Dendrobium delacourii

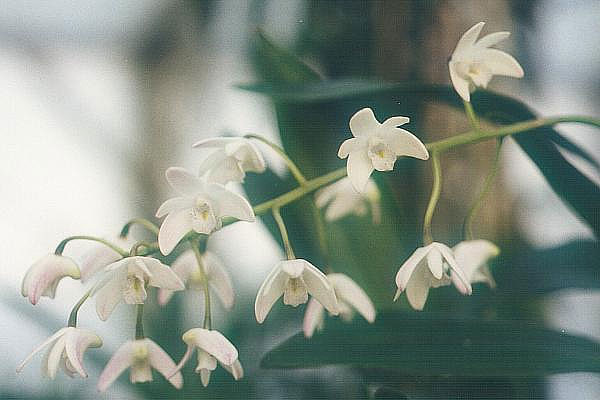
Delicate dendrobium (Dendrobium × delicatum), a natural hybrid between D. kingianum and D. tarberi

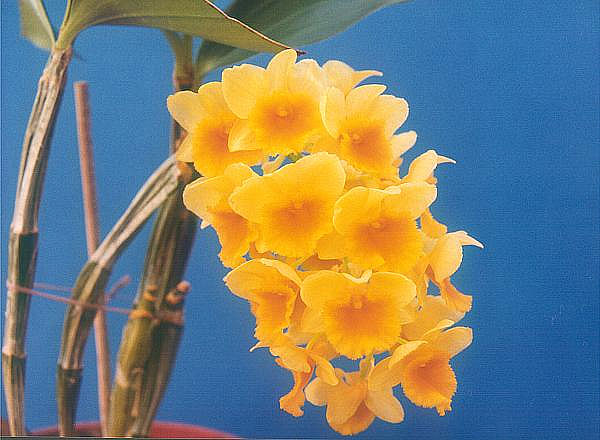
Densely-flowered dendrobium, Dendrobium densiflorum

| - Dendrobium dactyliferum - Dendrobium dactylodes - Dendrobium daenikerianum - Dendrobium dalatense - Dendrobium dalleizettii - Dendrobium dantaniense - Dendrobium daoense - Dendrobium darjeelingensis - Dendrobium dearei – Deare's Dendrobium - Dendrobium debile - Dendrobium decumbens - Dendrobium decumbens var. decumbens - Dendrobium decumbens var. stenophyllum - Dendrobium dekockii - Dendrobium delacourii – Delacour's Dendrobium - Dendrobium delicatulum - Dendrobium delicatulum ssp. delicatulum - Dendrobium delicatulum ssp. parvulum - Dendrobium × delicatum – Delicate dendrobium (D. kingianum × D. tarberi; see also D. × kestevenii) - Dendrobium deliense - Dendrobium deltatum - Dendrobium dendrocolloides – Dendrocola-like Dendrobium - Dendrobium densiflorum – Densely-flowered dendrobium, Pineapple orchid - Dendrobium densifolium - Dendrobium dentatum - Dendrobium denudans – Bare Dendrobium - Dendrobium deplanchei - Dendrobium derryi - Dendrobium devonianum – Devon's dendrobium - Dendrobium devosianum | - Dendrobium diaphanum - Dendrobium diceras - Dendrobium dichaeoides – Dichaea-like Dendrobium - Dendrobium dichroma - Dendrobium dickasonii - Dendrobium dielsianum - Dendrobium diffusum - Dendrobium dillonianum - Dendrobium diodon - Dendrobium diodon ssp. diodon - Dendrobium diodon ssp. kodayarensis - Dendrobium dionaeoides - Dendrobium discerptum - Dendrobium discocaulon - Dendrobium discolor – Golden Orchid - Dendrobium discolor ssp. discolor - Dendrobium discolor ssp. incurvata - Dendrobium discolor var. broomfieldii - Dendrobium discolor var. fimbrilabium - Dendrobium discolor var. fuscum - Dendrobium disoides - Dendrobium dissitifolium - Dendrobium distachyon - Dendrobium distichobulbum - Dendrobium distichum – Distichous-leaved Dendrobium - Dendrobium dixanthum – Double-blooming Dendrobium - Dendrobium dixonianum – Dixon's Dendrobium - Dendrobium djamuense - Dendrobium dolichocaulon - Dendrobium draconis – Lan hoàng thảo nhất điểm hồng - Dendrobium dulce |

## E
| - Dendrobium eboracense - Dendrobium ejirii - Dendrobium elatum - Dendrobium elephantinum - Dendrobium ellipsophyllum – Lan hoàng thảo hương duyên - Dendrobium elmeri - Dendrobium emarginatum - Dendrobium endertii - Dendrobium engae – Enga Dendrobium - Dendrobium ephemerum J.J.Sm. – "small white orchid" - Dendrobium epidendropsis – Epidendrum-like Dendrobium / synonym of Dendrobium ionopus - Dendrobium equitans – Riding-leaved Dendrobium - Dendrobium erectifolium - Dendrobium erectopatens - Dendrobium erectum - Dendrobium eriiflorum – Eria-flowered Dendrobium - Dendrobium eriopexis - Dendrobium erostelle | - Dendrobium erosum - Dendrobium erubescens - Dendrobium erythropogon - Dendrobium escritorii - Dendrobium eserre - Dendrobium esuriens - Dendrobium euryanthum - Dendrobium evaginatum - Dendrobium exaltatum - Dendrobium exasperatum - Dendrobium excavatum - Dendrobium excavatum var. buruense - Dendrobium excavatum var. excavatum - Dendrobium exile - Dendrobium exilicaule - Dendrobium eximium – Extraordinary Dendrobium - Dendrobium extra-axillare |

## F

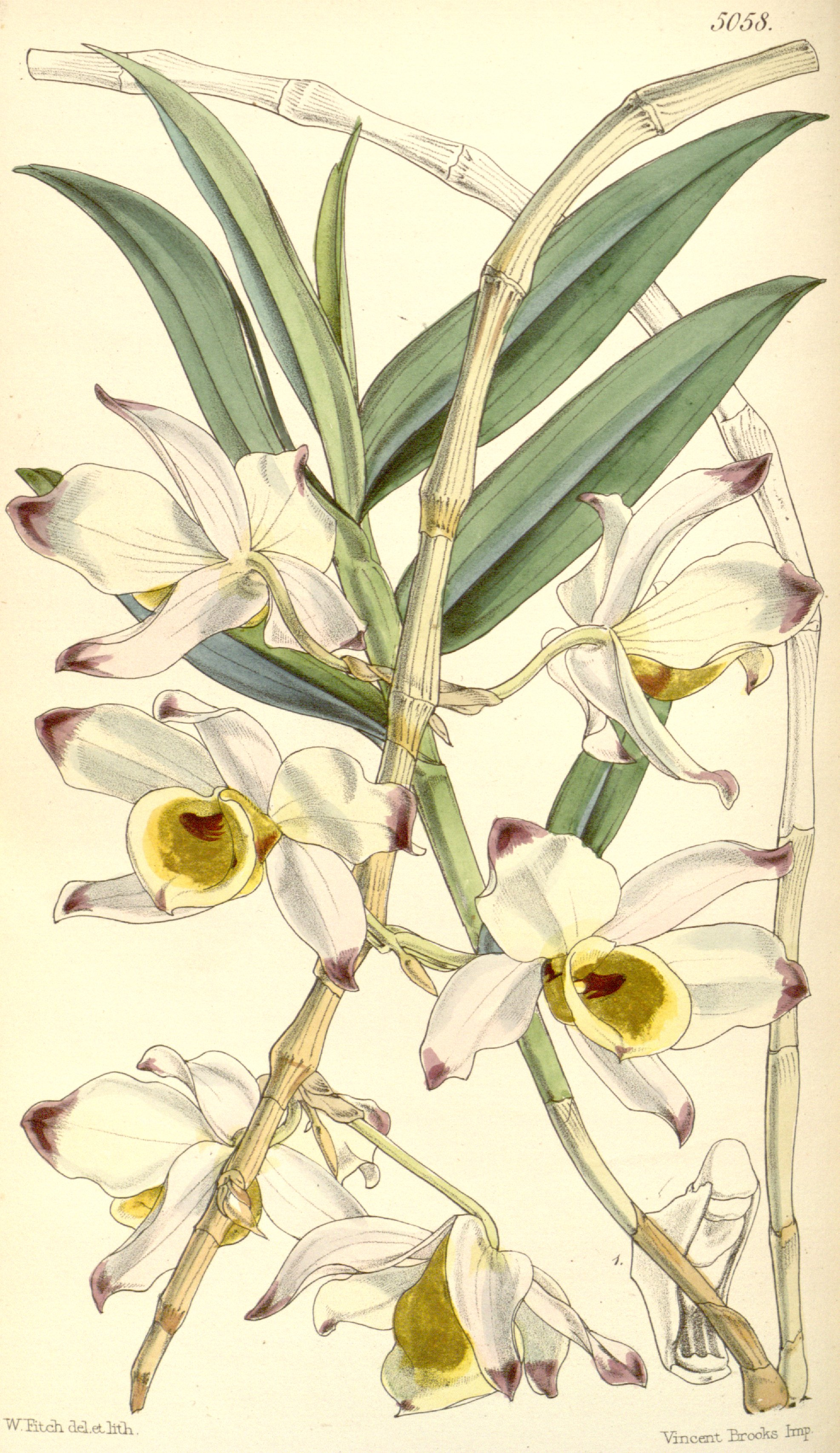
Falconer's dendrobium, Dendrobium falconeri

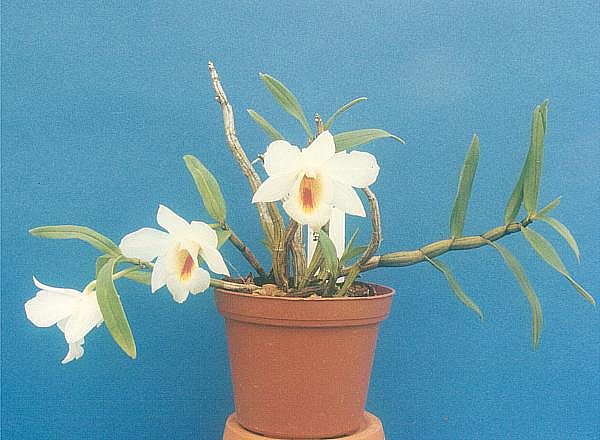
Dendrobium fuerstenbergianum

| - Dendrobium faciferum - Dendrobium fairchildiae – Fairchild's Dendrobium - Dendrobium fairchildae var. Alba - Dendrobium falcatum - Dendrobium falcipetalum - Dendrobium falconeri – Falconer's dendrobium - Dendrobium falcorostrum – Beech Orchid, Falcon's Beak Dendrobium - Dendrobium fanjingshanense - Dendrobium farinatum Schildh. & Schraut: Vietnam - Dendrobium farmeri – Ngọc điểm - Dendrobium fellowsii F.Muell. - Dendrobium ferdinandii - Dendrobium filicaule - Dendrobium fimbriatum – Kim điệp quăn - Dendrobium fimbrilabium - Dendrobium findleyanum – Findlay's dendrobium - Dendrobium finetianum - Dendrobium finisterrae Schltr. – End-of-the-World Orchid, End-of-the-World Dendrobium: Papua New Guinea - Dendrobium finniganense - Dendrobium fissum - Dendrobium flagellum - Dendrobium flammula - Dendrobium fleckeri – Flecker's Dendrobium - Dendrobium × fleischeri - Dendrobium flexicaule | - Dendrobium flexile - Dendrobium floridanum - Dendrobium × foederatum - Dendrobium foelschei (formerly D. canaliculatum var. foelschei) - Dendrobium foetens - Dendrobium forbesii – Forbes' Dendrobium - Dendrobium forbesii var. forbesii - Dendrobium forbesii var. praestans - Dendrobium formosum – Bạch nhạn - Dendrobium foxii - Dendrobium fractiflexum - Dendrobium fractum - Dendrobium fragilis - Dendrobium friedricksianum – Friedericks' Dendrobium - Dendrobium fruticicola - Dendrobium fuerstenbergianum - Dendrobium fulgescens - Dendrobium fulgidum – Shiny Dendrobium - Dendrobium fuligineum - Dendrobium fuliginosum - Dendrobium fulminicaule - Dendrobium furcatopedicellatum - Dendrobium furcatum - Dendrobium furfuriferum - Dendrobium fusciflorum - Dendrobium fytchianum – Fytch's Dendrobium |

## G

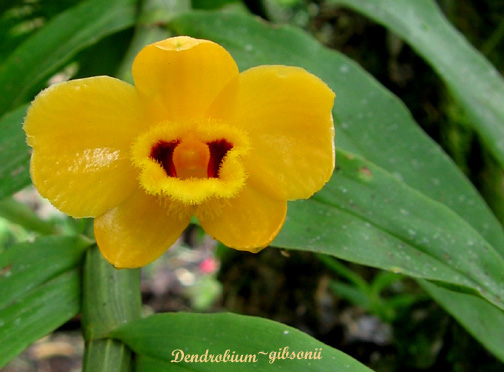
Dendrobium gibsonii

| - Dendrobium gagnepainii - Dendrobium garrettii - Dendrobium gatiense - Dendrobium gemellum - Dendrobium gemmiferum - Dendrobium geotropum – Pendent Dendrobium - Dendrobium gerlandianum – Erlangen Dendrobium - Dendrobium gibbosum - Dendrobium gibsonii - Dendrobium giriwoense - Dendrobium gjellerupii - Dendrobium glaucoviride - Dendrobium glebulosum - Dendrobium globiflorum - Dendrobium glomeratum - Dendrobium glumaceum - Dendrobium glossorrhynchoides - Dendrobium gnomus - Dendrobium gobiense - Dendrobium goldfinchii - Dendrobium goldiei Rchb.f. - Dendrobium goldiei var. karthausianum Rolfe - Dendrobium goldschmidtianum – Goldschmidt's Dendrobium - Dendrobium gonzalesii – Gonzales Dendrobium Synonym of the accepted name ''Dendrobium ceraula'' - Dendrobium gouldii – Gould's Dendrobium, Guadalcanal Gold Dendrobium, Florida Blue Dendrobium | - Dendrobium govidjoae - Dendrobium gracile - Dendrobium gracilicaule – Delicate Dendrobium, Leopard Orchid - Dendrobium × gracillimum (D. gracilicaule × D. tarberi; see also D. × nitidum) - Dendrobium gramineum - Dendrobium grande - Dendrobium grastidioides - Dendrobium gratiosissimum (vi:Lan ý thảo) – Very graceful dendrobium - Dendrobium greenianum - Dendrobium gregulus - Dendrobium griffithianum – Griffith's Dendrobium - Dendrobium × grimesii - Dendrobium groeneveldtii - Dendrobium grootingsii - Dendrobium grossum - Dendrobium guamense - Dendrobium guangxiense - Dendrobium guerreroi – Guerrero's Dendrobium - Dendrobium gunnarii - Dendrobium gynoglottis |

## H

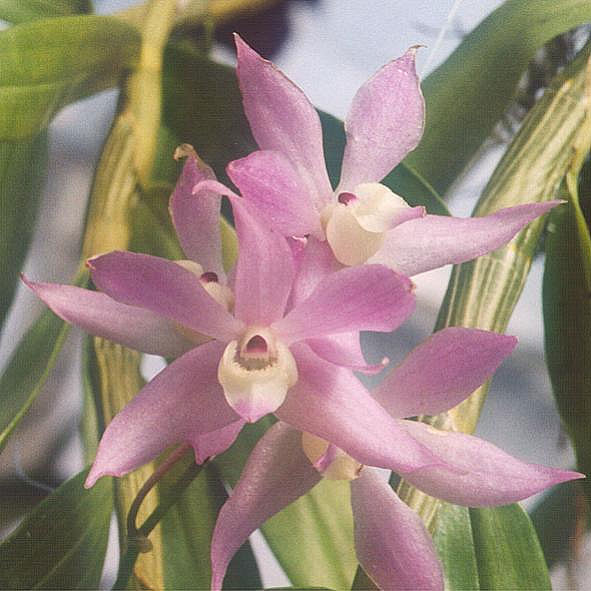
Rampart-lipped Dendrobium, Dendrobium hercoglossum

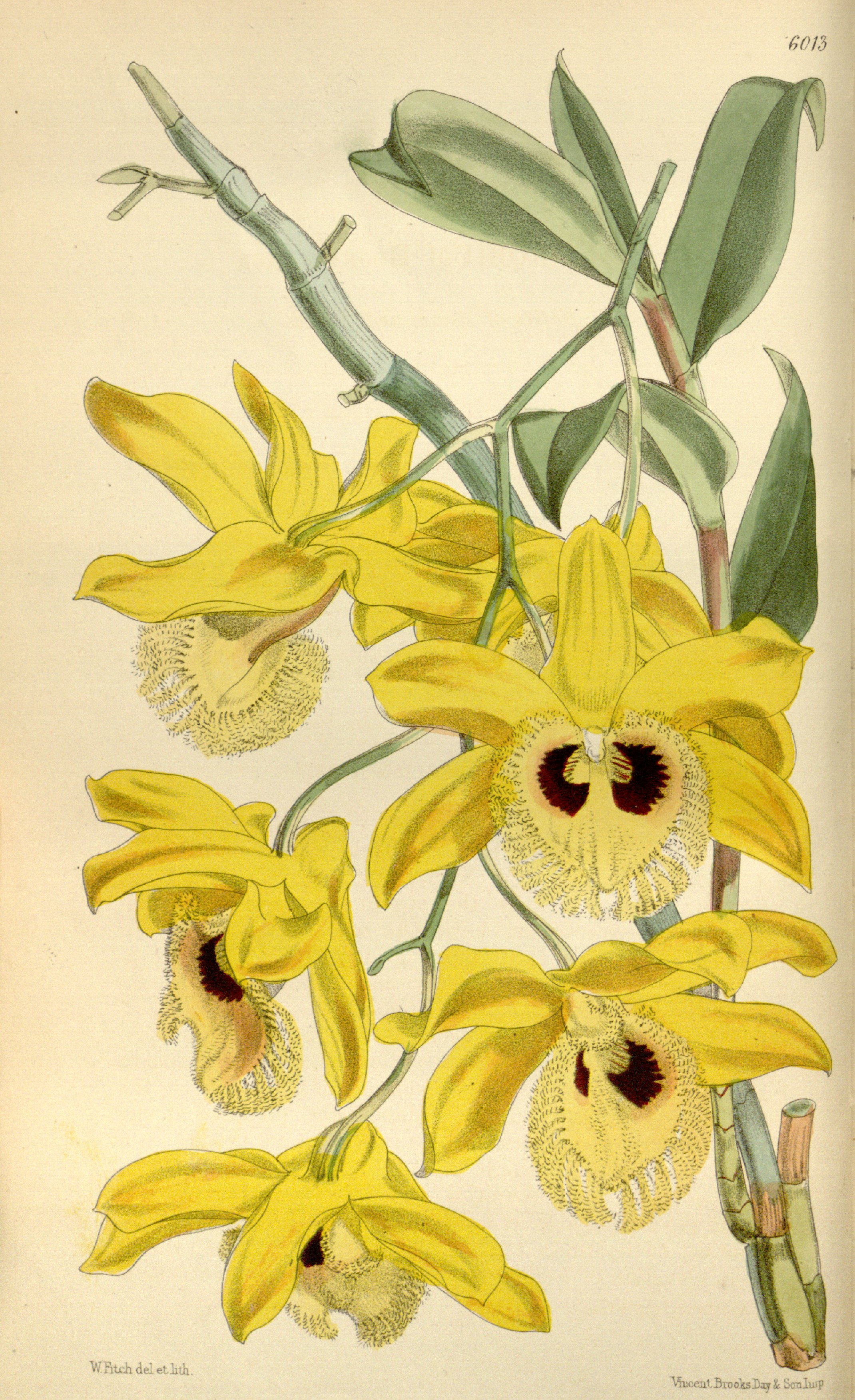
Dendrobium hookerianum

| - Dendrobium habbemense - Dendrobium hagerupii - Dendrobium hainanense – Hainan Dendrobium - Dendrobium hallieri - Dendrobium halmaheirense J.J.Sm. - Dendrobium hamadryas - Dendrobium hamaticalcar - Dendrobium hamatum - Dendrobium hamiferum - Dendrobium hancockii – Hancock's Dendrobium - Dendrobium harveyanum – Hancock's Dendrobium - Dendrobium hasseltii – Hasselt's Dendrobium, Spinach orchid - Dendrobium hastilabium - Dendrobium hawkesii - Dendrobium helix – Twist-petalled Dendrobium, Corkscrew Orchid - Dendrobium hellerianum - Dendrobium hellwigianum – Hellwig's Dendrobium - Dendrobium helvolum - Dendrobium hemimelanoglossum – Half-black-lipped Dendrobium - Dendrobium henanense - Dendrobium hendersonii - Dendrobium henryi - Dendrobium hepaticum - Dendrobium herbaceum | - Dendrobium hercoglossum – Rampart-lipped Dendrobium - Dendrobium herpetophytum - Dendrobium heterocarpum – Different-fruited dendrobium - Dendrobium heteroglossum - Dendrobium hexadesmia - Dendrobium hippocrepiferum - Dendrobium hirtulum - Dendrobium histrionicum - Dendrobium hodgkinsonii - Dendrobium hollandianum - Dendrobium holochilum - Dendrobium hookerianum - Dendrobium hornei - Dendrobium horstii - Dendrobium hosei - Dendrobium hughii - Dendrobium humboldtense - Dendrobium huoshanense - Dendrobium huttonii - Dendrobium hymenanthum – Membranous Dendrobium - Dendrobium hymenocentrum - Dendrobium hymenopetalum - Dendrobium hymenophyllum – Delicately-leaved Dendrobium - Dendrobium hymenopterum - Dendrobium hyperanthiflorum - Dendrobium hypodon - Dendrobium hypopogon |

## I

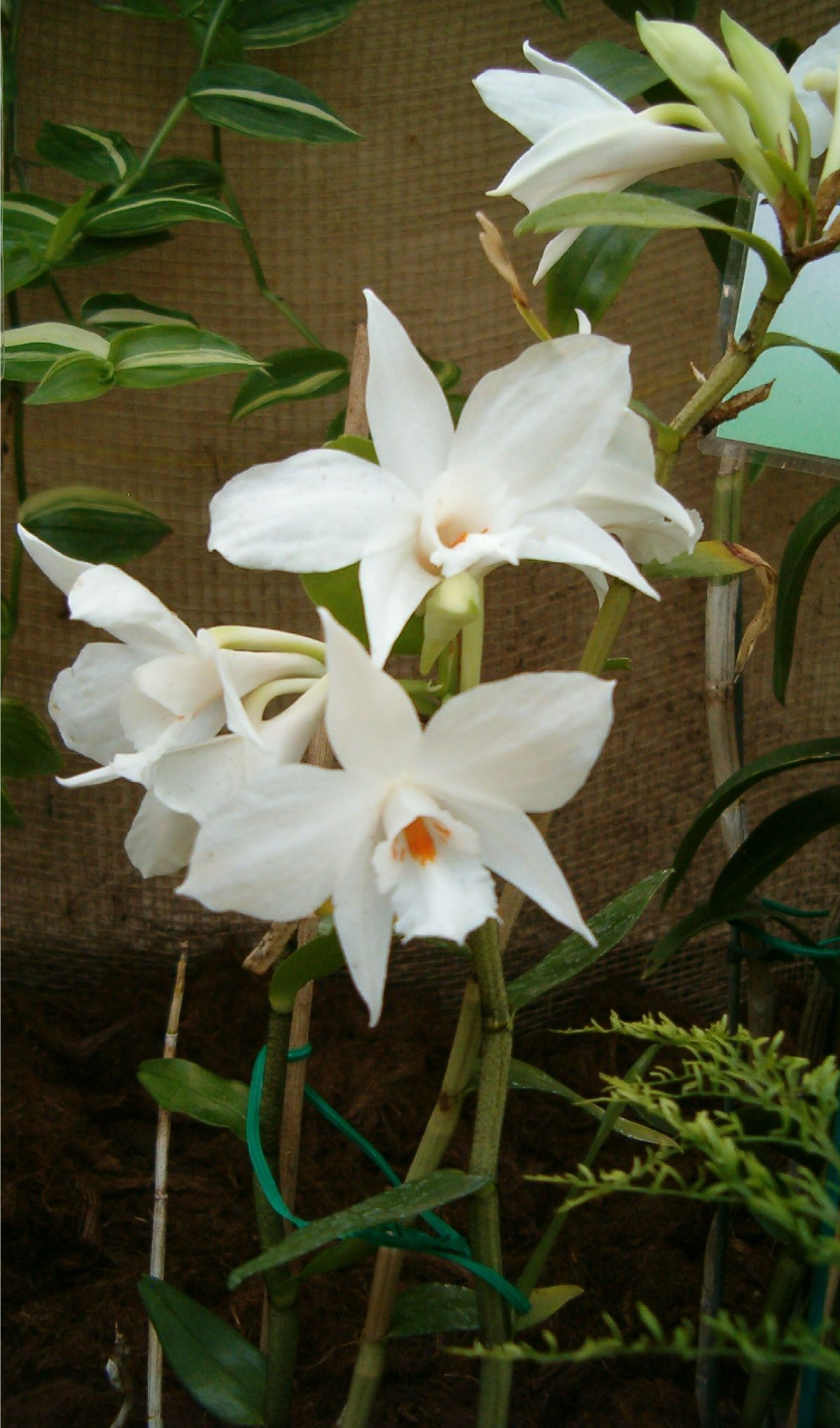
Small-funnel-lipped dendrobium, Dendrobium infundibulum

| - Dendrobium igneoniveum - Dendrobium igneum – Fire-red Dendrobium - Dendrobium imbricatum - Dendrobium imitans - Dendrobium implicatum - Dendrobium ianthinum Schuit. & Puspit - Dendrobium inamoenum - Dendrobium inconspicuum - Dendrobium incumbens - Dendrobium incurvatum - Dendrobium incurvociliatum - Dendrobium incurvum - Dendrobium indivisum – Undivided Dendrobium - Dendrobium indivisum var. indivisum - Dendrobium indivisum var. lampangense - Dendrobium indivisum var. pallidum - Dendrobium indochinense - Dendrobium indragiriense | - Dendrobium inflatum - Dendrobium informe - Dendrobium infractum - Dendrobium infundibulum – Hoàng thảo phễu - Dendrobium ingratum - Dendrobium insigne – Splendid Dendrobium - Dendrobium insigne var. insigne - Dendrobium insigne var. subsimplex - Dendrobium integrum - Dendrobium intricatum - Dendrobium involutum - Dendrobium ionopus - Dendrobium isochiloides - Dendrobium isochiloides var. isochiloides - Dendrobium isochiloides var. pumilum - Dendrobium iteratum |

## J
- Dendrobium jabiense
- Dendrobium jacobsonii – Jacobson's Dendrobium
- Dendrobium jenkinsii – Jenkins's dendrobium
- Dendrobium jennae
- Dendrobium jennyanum
- Dendrobium johannis – Johan's dendrobium

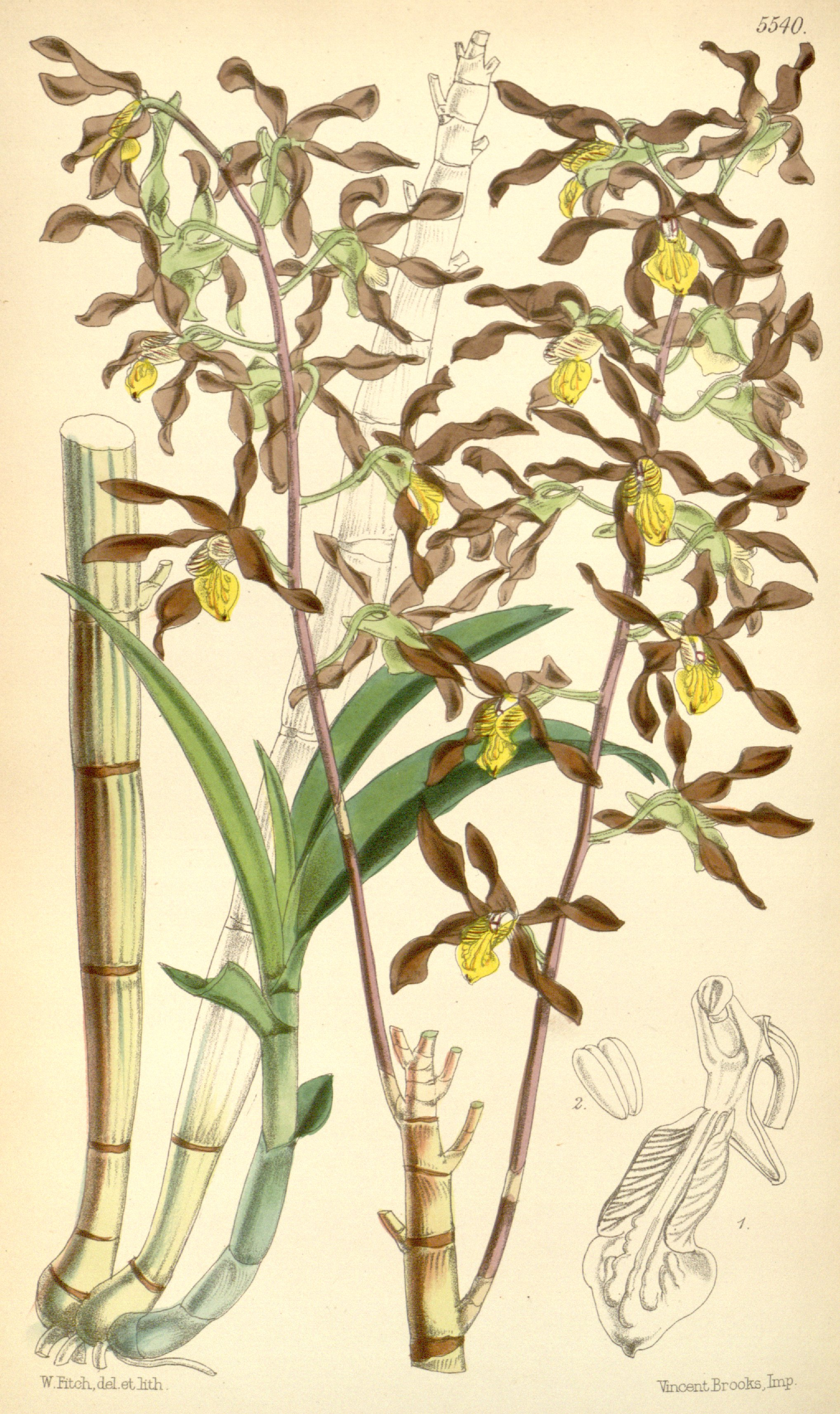
Johan's dendrobium, Dendrobium johannis

- Dendrobium johnsoniae F.Muell. – Johnson's Dendrobium
- Dendrobium jonesii
  - Dendrobium jonesii var. jonesii
  - Dendrobium jonesii var. magnificum
- Dendrobium jubatum
- Dendrobium judithiae
- Dendrobium junceum – Reed-leaved Dendrobium
- Dendrobium juncifolium
- Dendrobium juncoideum
- Dendrobium juniperinum

## K

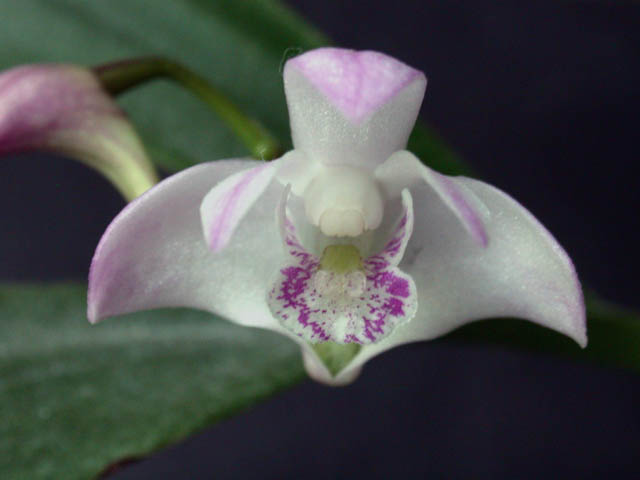
Pink Rock Orchid, Dendrobium kingianum

| - Dendrobium kanakorum - Dendrobium kanburiense - Dendrobium kaniense - Dendrobium katherinae - Dendrobium kaudernii - Dendrobium kauldorumii - Dendrobium keithii - Dendrobium kempterianum - Dendrobium kenepaiense - Dendrobium kentrochilum - Dendrobium kentrophyllum - Dendrobium × kestevenii (D. speciosum × D. kingianum; see also D. × delicatum) - Dendrobium kerstingianum - Dendrobium keytsianum - Dendrobium khanhoaense - Dendrobium khasianum - Dendrobium kiauense - Dendrobium kietaense - Dendrobium kingianum – Pink Rock Orchid, Captain King's Dendrobium, Pink Rock Lily (sometimes separated in Thelychiton) - Dendrobium kingianum ssp. carnarvonense - Dendrobium kingianum ssp. kingianum - Dendrobium kingianum var. pulcherrimum | - Dendrobium kjellbergii - Dendrobium klabatense - Dendrobium klossii - Dendrobium koordersii - Dendrobium korinchense - Dendrobium korthalsii - Dendrobium kosepangii - Dendrobium kraemeri - Dendrobium kraenzlinii - Dendrobium kratense - Dendrobium kruiense - Dendrobium kryptocheilum - Dendrobium kuhlii – Kuhl's Dendrobium - Dendrobium kurashigei - Dendrobium kuyperi - Dendrobium kwangtungense |

## L

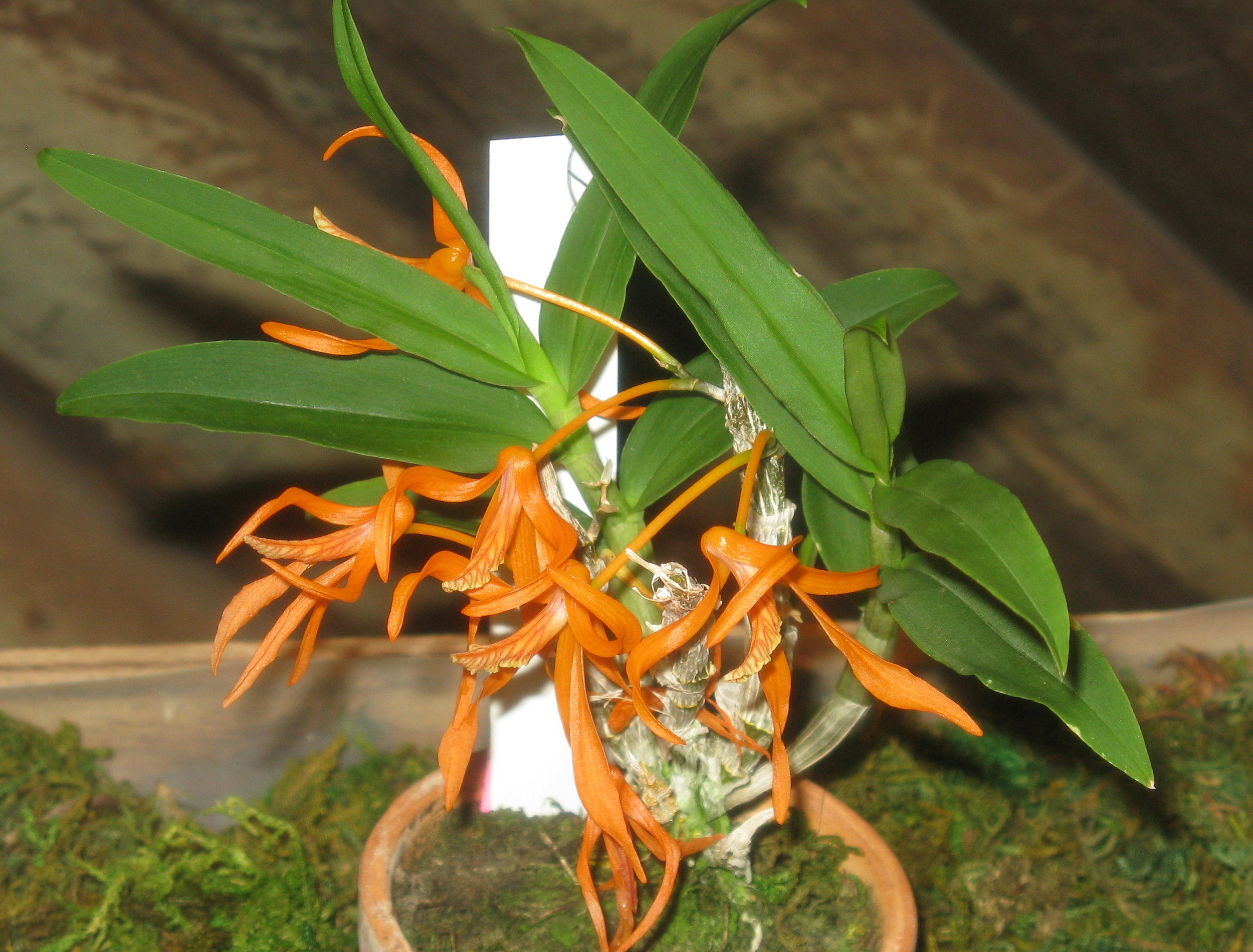
Dendrobium lamyaiae

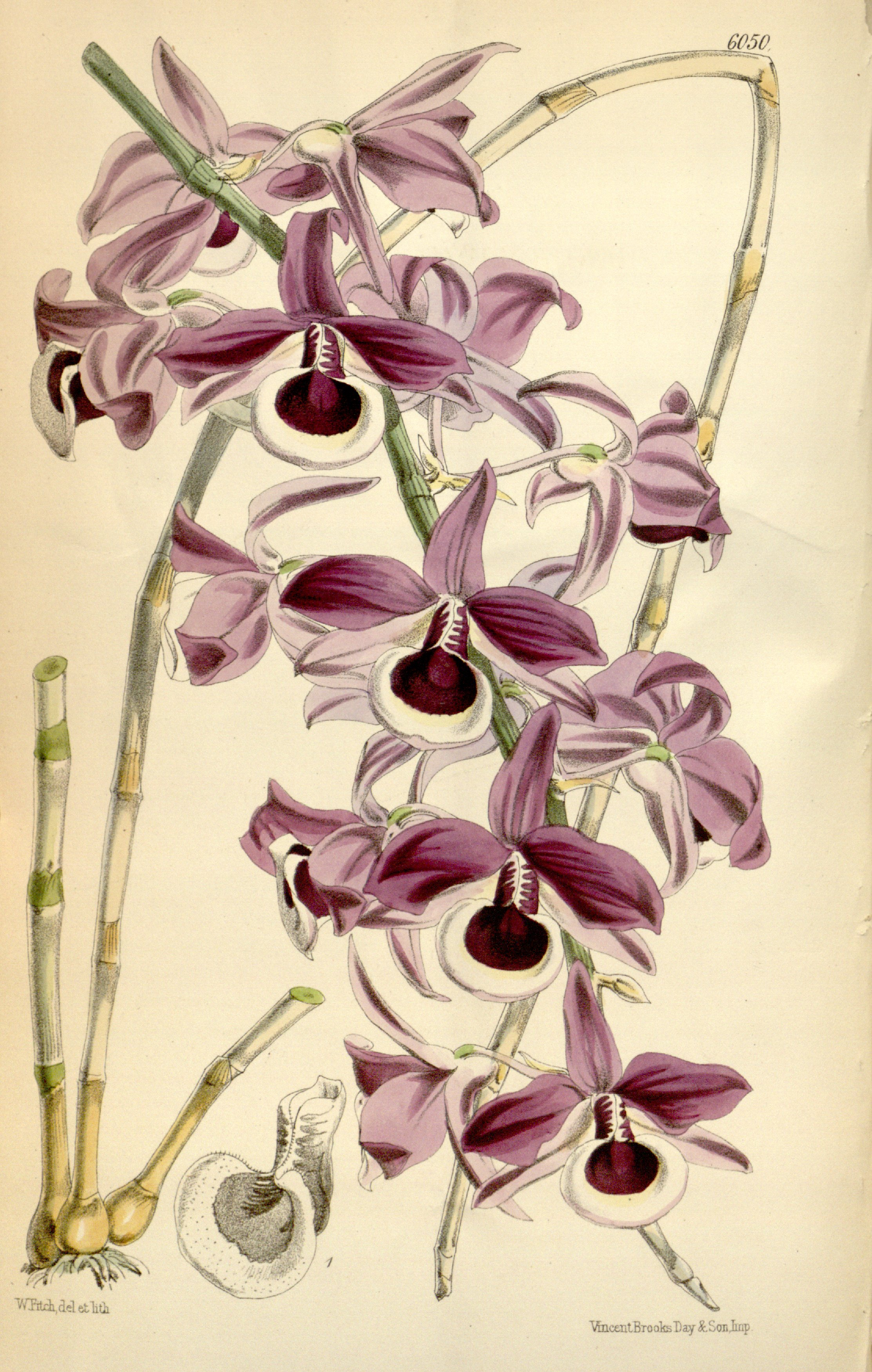
Bent-racemed dendrobium, Dendrobium lituiflorum

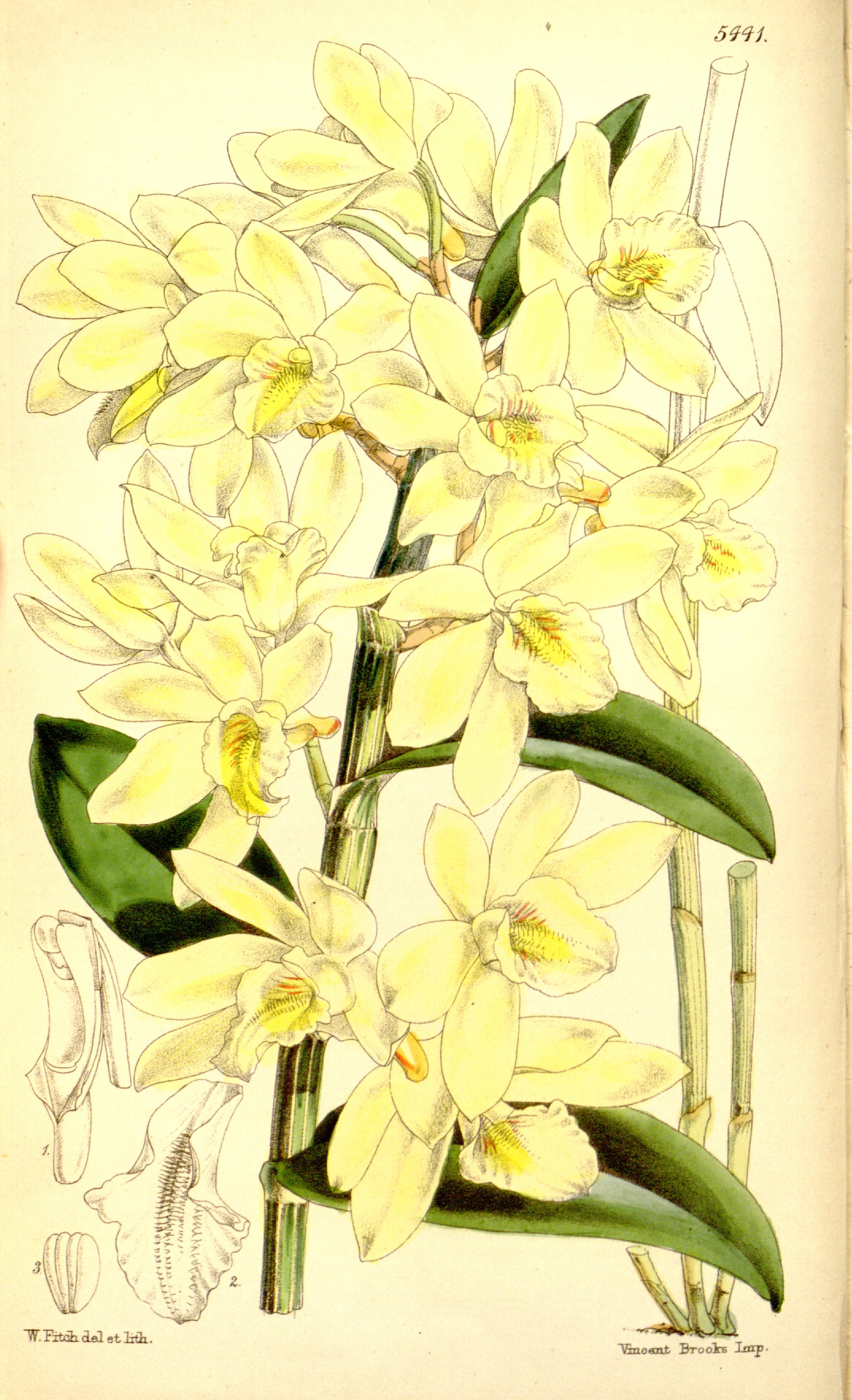
Dendrobium luteolum

| - Dendrobium laceratum - Dendrobium lacteum – Milk-white Dendrobium - Dendrobium laevifolium – Shiny-leaved Dendrobium - Dendrobium lagarum - Dendrobium lanuginosum Ormerod - Dendrobium lambii - Dendrobium lamellatum – Laminae Dendrobium - Dendrobium lamelluliferum - Dendrobium lamii - Dendrobium lampongense - Dendrobium lamprocaulon - Dendrobium lamproglossum - Dendrobium lamrianum - Dendrobium lamyaiae - Dendrobium lanceolatum - Dendrobium lancifolium – Sword-leaved Dendrobium - Dendrobium lancilabium - Dendrobium lancilobum - Dendrobium langbianense - Dendrobium lankaviense - Dendrobium lanyaiae - Dendrobium lasianthera – Wooly Pollina Dendrobium - Dendrobium lasioglossum - Dendrobium latelabellatum - Dendrobium laterale - Dendrobium latifrons - Dendrobium laurensii - Dendrobium × lavarackianum - Dendrobium lawesii – Lawes' Dendrobium, Christmas-bell Orchid - Dendrobium lawiense - Dendrobium laxiflorum - Dendrobium leeanum - Dendrobium leonis – Lion-like Dendrobium - Dendrobium leontoglossum - Dendrobium lepidochilum - Dendrobium lepoense - Dendrobium leporinum - Dendrobium leptocladum | - Dendrobium leucochlorum - Dendrobium leucocyanum – White-and-blue Dendrobium - Dendrobium leucohybos - Dendrobium levatii - Dendrobium leytense - Dendrobium lichenastrum (F.Muell.) Kraenzl. - Dendrobium lichenicola J.J.Sm. - Dendrobium limii - Dendrobium linawianum - Dendrobium lindleyi – Lan vảy rồng (formerly D. aggregatum) - Dendrobium lineale – Morobe Shower - Dendrobium linearifolium - Dendrobium linguella - Dendrobium lithicola (formerly D. bigibbum var. compactum) - Dendrobium litorale - Dendrobium lituiflorum – Hoàng thảo loa kèn - Dendrobium lobatum - Dendrobium lobbii - Dendrobium lobulatum – Small-lobed Dendrobium - Dendrobium lockhartioides - Dendrobium loddigesii – Nghệ tâm - Dendrobium loesenerianum - Dendrobium loherianum - Dendrobium lohohense - Dendrobium lomatochilum - Dendrobium lonchigerum - Dendrobium longicaule - Dendrobium longicornu – Long-horned dendrobium - Dendrobium longipecten - Dendrobium longissimum - Dendrobium lowii – Low's Dendrobium - Dendrobium lubbersianum - Dendrobium lueckelianum – Lueckel's Dendrobium - Dendrobium lunatum - Dendrobium luteolum - Dendrobium luzonense |

## M

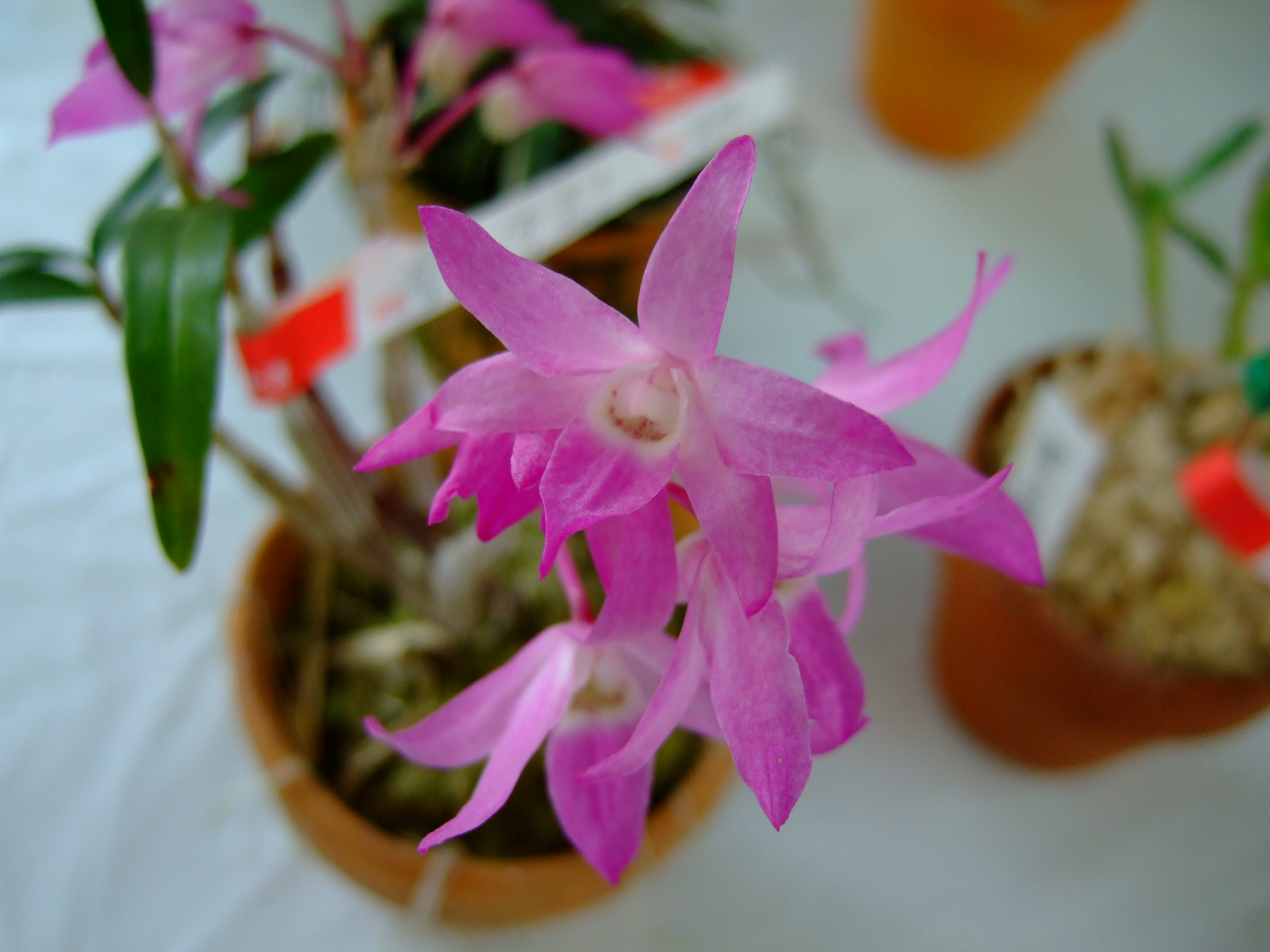
Sekikoku, Dendrobium moniliforme

| - Dendrobium maccarthiae – Wesak Orchid, vesak mala (Ceylon) - Dendrobium macfarlanei - Dendrobium macranthum - Dendrobium macraporum - Dendrobium macrifolium - Dendrobium macrogenion - Dendrobium macrophyllum – Large-leaved dendrobium, Pastor's orchid (formerly D. musciferum) - Dendrobium macrophyllum var. macrophyllum - Dendrobium macrophyllum var. subvelutinum - Dendrobium macropus (formerly D. gracilicaule var. macropus) - Dendrobium macrostachyum - Dendrobium macrostigma - Dendrobium maculosum - Dendrobium magistratus - Dendrobium maierae - Dendrobium malacanthum - Dendrobium malbrownii - Dendrobium maleolens - Dendrobium malvicolor – Mallow-colored Dendrobium - Dendrobium mannii - Dendrobium maraiparense - Dendrobium margaretiae - Dendrobium marivelense - Dendrobium marmoratum - Dendrobium masarangense - Dendrobium masarangense ssp. masarangense - Dendrobium masarangense var. chlorinum - Dendrobium mastersianum - Dendrobium mayandyi - Dendrobium megaceras - Dendrobium melaleucaphilum (formerly D. tetragonum var. melaleucaphilum) - Dendrobium melanostictum - Dendrobium melanotrichum - Dendrobium melinanthum – Millet-pollinia Dendrobium - Dendrobium meliodorum - Dendrobium mellicolor - Dendrobium merrillii - Dendrobium metachilinum - Dendrobium metrium - Dendrobium micholitzii | - Dendrobium microbulbon - Dendrobium microglaphys - Dendrobium milaniae – Po-Milan's Dendrobium - Dendrobium militare - Dendrobium millarae - Dendrobium mindanaense - Dendrobium minimiflorum - Dendrobium minimum - Dendrobium minutiflorum - Dendrobium minutigibbum - Dendrobium mirandum - Dendrobium mirbelianum – Mirbel's Dendrobium, Mangrove Orchid - Dendrobium mischobulbum - Dendrobium miserum - Dendrobium miyasakii – Miyasaki's Dendrobium - Dendrobium modestissimum - Dendrobium modestum - Dendrobium mohlianum – Mohl's Dendrobium - Dendrobium molle - Dendrobium moluccense - Dendrobium moniliforme – Sekikoku - Dendrobium monophyllum – Lily-of-the-Valley Orchid - Dendrobium montanum – Mountain Dendrobium - Dendrobium montedeakinense - Dendrobium monticola - Dendrobium montis-sellae - Dendrobium montis-yulei - Dendrobium mooreanum - Dendrobium moorei – Moore's Dendrobium - Dendrobium moquetteanum - Dendrobium morotaiense - Dendrobium mortii – Pencil Orchid, "rattail orchid" - Dendrobium moschatum – Hoàng thảo da cam - Dendrobium mucronatum - Dendrobium multifolium - Dendrobium multilineatum - Dendrobium multiramosum - Dendrobium multistriatum - Dendrobium munificum - Dendrobium muricatum - Dendrobium mussauense - Dendrobium mutabile – Variable dendrobium - Dendrobium mystroglossum |

## N

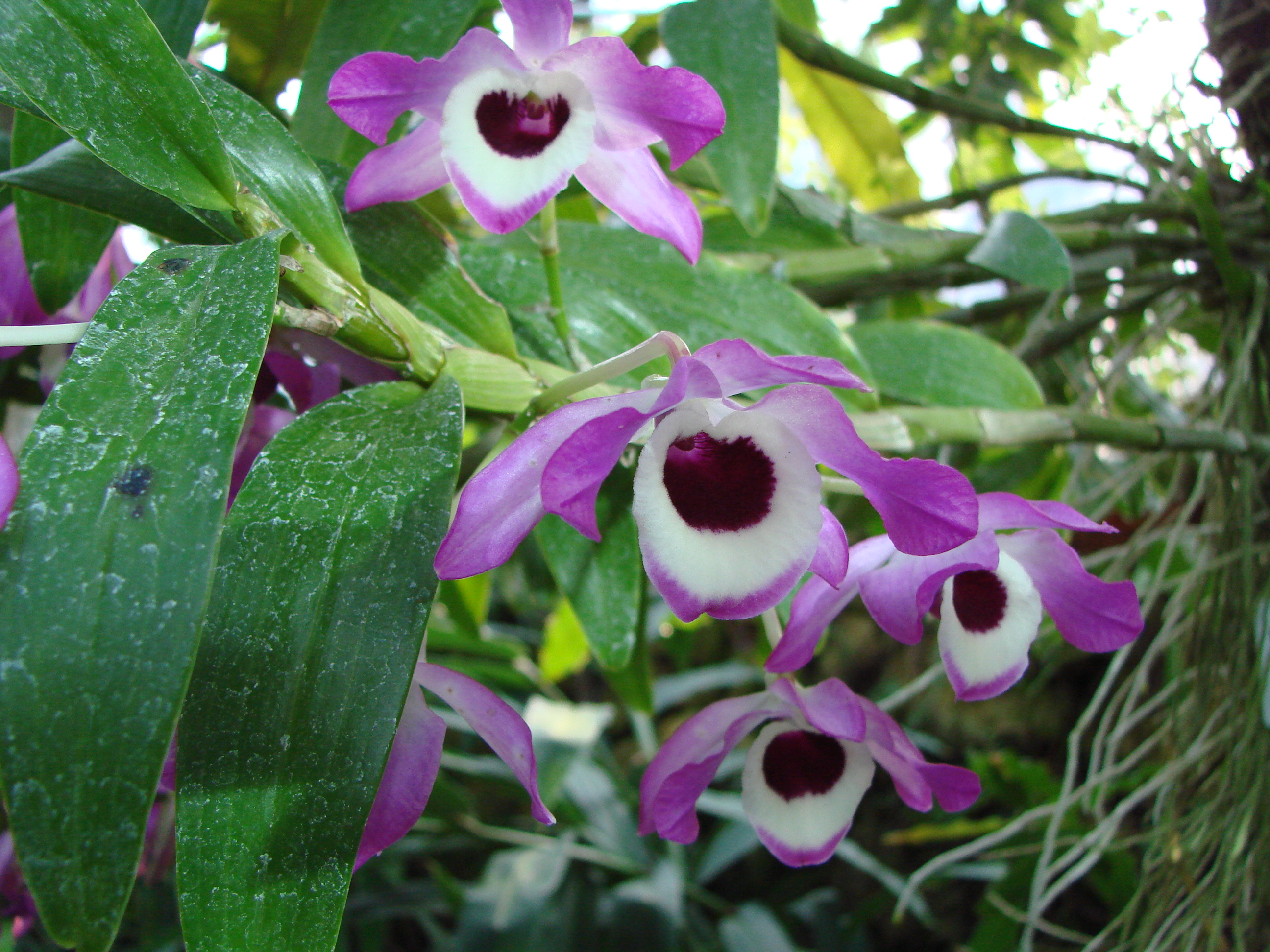
Noble Dendrobium, Dendrobium nobile

| - Dendrobium nabawanense - Dendrobium nanocompactum - Dendrobium nanum - Dendrobium nardoides - Dendrobium nareshbahadurii - Dendrobium nathanielis - Dendrobium navicula - Dendrobium nebularum - Dendrobium neglectum - Dendrobium nemorale - Dendrobium neoguineense - Dendrobium nephrolepidis - Dendrobium neuroglossun - Dendrobium ngoyense - Dendrobium nhatrangense - Dendrobium nienkui - Dendrobium nieuwenhuisii - Dendrobium nigricans | - Dendrobium nimium - Dendrobium nindii – Cowslip orchid, Nind's Dendrobium - Dendrobium nitidiflorum - Dendrobium × nitidum (D. gracilicaule × D. pedunculatum; see also D. × gracillimum. Formerly Dendrobium speciosum var. nitidum) - Dendrobium niveopurpureum - Dendrobium njongense - Dendrobium nobile – Noble Dendrobium - Dendrobium normale - Dendrobium nothofageti - Dendrobium nothofagicola – Nothofagus Dendrobium - Dendrobium nubigenum - Dendrobium nudum – Naked Dendrobium - Dendrobium numaldeorii C.Deori, Hynn. & Phukan: Himalaya - Dendrobium nummularia - Dendrobium nutans - Dendrobium nycteridoglossum |

## O
| - Dendrobium obcordatum - Dendrobium obliquum - Dendrobium oblongimentum - Dendrobium oblongum - Dendrobium obovatum - Dendrobium obrienianum - Dendrobium obscureauriculatum - Dendrobium obtusum - Dendrobium ochraceum - Dendrobium ochranthum - Dendrobium ochreatum – Stem-clasping-tube Dendrobium - Dendrobium ochroleucum - Dendrobium odoardii - Dendrobium odontopus - Dendrobium odoratum - Dendrobium okabeanum - Dendrobium okinawense - Dendrobium oligadenium - Dendrobium oliganthum - Dendrobium oligophyllum – Few-leaved Dendrobium | - Dendrobium olivaceum - Dendrobium oppositifolium - Dendrobium orbiculare - Dendrobium orbilobulatum - Dendrobium oreodoxa - Dendrobium orientale - Dendrobium ornithoflorum - Dendrobium osmophytopsis - Dendrobium ostrinoglossum – May River Orchid, Sepik Blue Orchid - Dendrobium ostrinum - Dendrobium ostrinum var. ochroleucum - Dendrobium ostrinum var. ostrinum - Dendrobium otaguroanum - Dendrobium ovatifolium - Dendrobium ovatipetalum - Dendrobium ovatum - Dendrobium ovipostoriferum - Dendrobium oxychilum - Dendrobium oxyphyllum |

## P

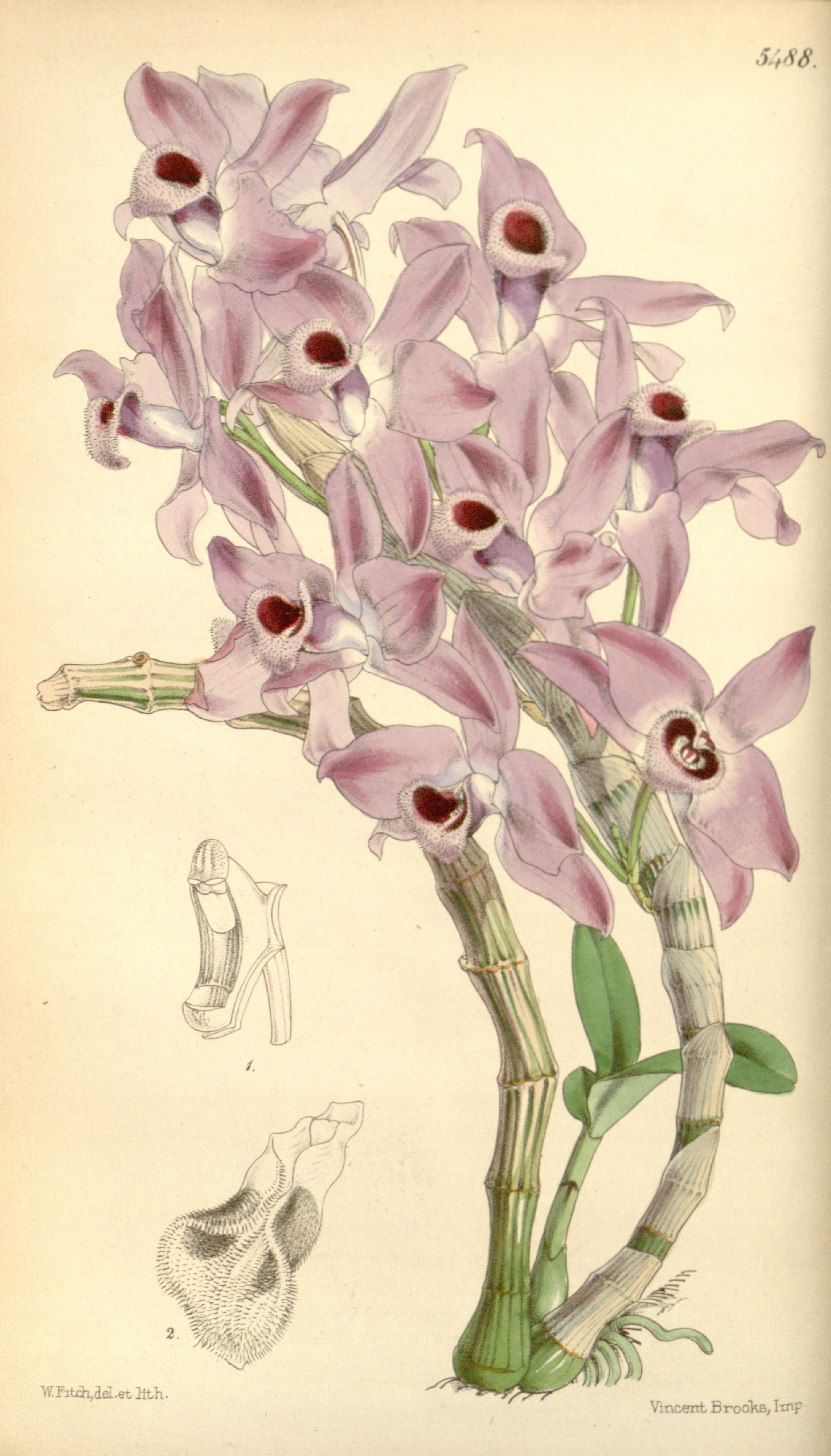
Parish's Dendrobium, Dendrobium parishii

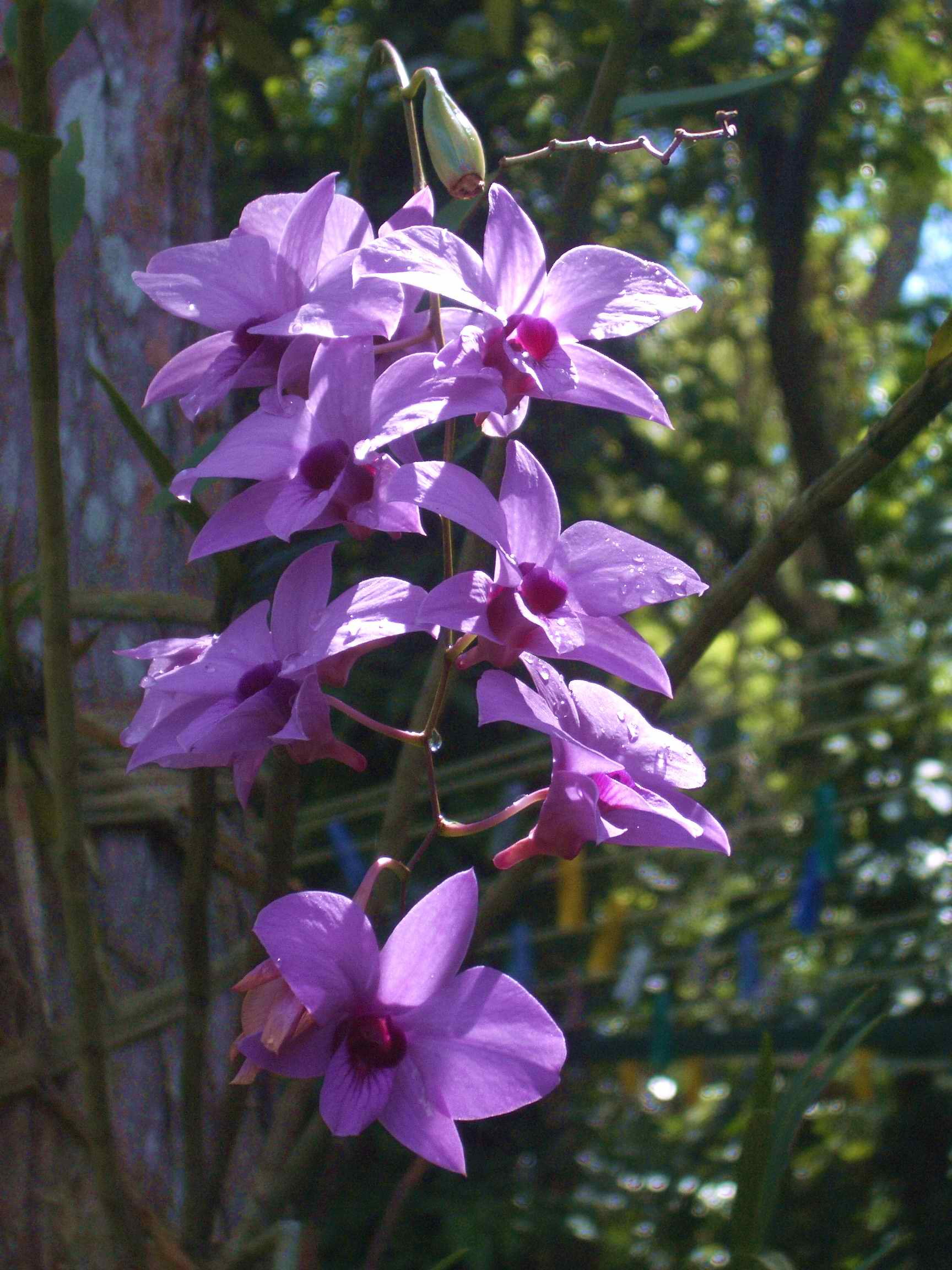
Cooktown Orchid, Dendrobium phalaenopsis

| - Dendrobium paathii - Dendrobium pachyanthum - Dendrobium pachyglossum – Few-leaved Dendrobium - Dendrobium pachyphyllum – Broad-stemmed Dendrobium - Dendrobium pachystele - Dendrobium pachythrix - Dendrobium pahangense - Dendrobium palawense - Dendrobium palpebrae – Brow-like Dendrobium - Dendrobium pandaneti - Dendrobium panduratum - Dendrobium panduratum ssp. panduratum - Dendrobium panduratum ssp. villosum - Dendrobium panduriferum - Dendrobium paniferum - Dendrobium pantherinum - Dendrobium papilio - Dendrobium papilioniferum J.J.Sm. - Dendrobium papilioniferum var. ephemerum J.J.Sm. - Dendrobium papuanum - Dendrobium papyraceum – Paper-like Dendrobium - Dendrobium paradoxum - Dendrobium parciflorum - Dendrobium parcoides - Dendrobium parcum - Dendrobium parishii – Parish's Dendrobium - Dendrobium parnatanum - Dendrobium parthenium - Dendrobium parviflorum - Dendrobium parvifolium - Dendrobium parvilobum - Dendrobium parvum - Dendrobium paspalifolium - Dendrobium patentifiliforme - Dendrobium patentilobum - Dendrobium patentissimum - Dendrobium patulum - Dendrobium pectinatum - Dendrobium peculiare - Dendrobium pedicellatum - Dendrobium pedilochilum - Dendrobium peguanum – Pegu Dendrobium - Dendrobium pendulum – Pendant-growing Dendrobium - Dendrobium pedunculatum (formerly D. speciosum var. pedunculatum) - Dendrobium pensile - Dendrobium pentapterum - Dendrobium percnanthum - Dendrobium pergracile - Dendrobium perlongum - Dendrobium perpaulum - Dendrobium perula - Dendrobium perulatum - Dendrobium petiolatum – Stemmed Dendrobium - Dendrobium petrophilum - Dendrobium phalaenopsis – Cooktown Orchid (formerly D. bigibum var. phalaenopsis, D. bigibbum var. superbum) - Dendrobium phaeanthum - Dendrobium philippinense - Dendrobium phillipsii - Dendrobium phragmitoides - Dendrobium pictum - Dendrobium piestocaulon - Dendrobium piestocaulon var. kauloense - Dendrobium piestocaulon var. piestocaulon - Dendrobium pinifolium - Dendrobium piranha | - Dendrobium planibulbe - Dendrobium planicaule - Dendrobium planum - Dendrobium platybasis - Dendrobium platygastrium – Broad-bellied Dendrobium - Dendrobium plebejum - Dendrobium pleianthum – Rich-blooming Dendrobium - Dendrobium pleiostachyum - Dendrobium pleurodes - Dendrobium plumilobum - Dendrobium podocarpifolium - Dendrobium podochiloides - Dendrobium pogonatherum - Dendrobium pogoniates - Dendrobium poissonianum - Dendrobium polycladium - Dendrobium polycladium var. atractoglossum - Dendrobium polycladium var. polycladium - Dendrobium polyphyllum - Dendrobium polyschistum - Dendrobium polyschistum var. graminiforme - Dendrobium polyschistum var. marginatum - Dendrobium polyschistum var. polyschistum - Dendrobium polytrichum - Dendrobium ponapense - Dendrobium poneroides - Dendrobium poneroides var. angustum - Dendrobium poneroides var. poneroides - Dendrobium porphyrochilum - Dendrobium potamophila - Dendrobium praecinctum - Dendrobium praetermissum - Dendrobium prasinum – Leek-green Dendrobium - Dendrobium prenticeii (F.Muell.) Nicholls (formerly D. lichenastrum var. prenticeii) - Dendrobium prianganense - Dendrobium × primulardii - Dendrobium primulinum – Primrose-yellow Dendrobium - Dendrobium pristinum - Dendrobium procerum - Dendrobium procumbens - Dendrobium profusum - Dendrobium prostheciglossum - Dendrobium prostratum - Dendrobium proteranthum - Dendrobium pruinosum - Dendrobium pseudoaloifolium - Dendrobium pseudocalceolum - Dendrobium pseudoconanthum - Dendrobium pseudodichaea - Dendrobium pseudoglomeratum – Pseudo-glomeratum Dendrobium - Dendrobium pseudointricatum - Dendrobium pseudopeloricum - Dendrobium pseudotenellum - Dendrobium pterocarpum - Dendrobium puberulilingue - Dendrobium pulchellum – Hoàng thảo môi đỏ - Dendrobium pulleanum - Dendrobium pulvinatum - Dendrobium punamense - Dendrobium puniceum - Dendrobium purpureiflorum - Dendrobium purpureum – Purple Dendrobium - Dendrobium purpureum ssp. candidulum - Dendrobium purpureum ssp. purpureum - Dendrobium putnamii - Dendrobium pycnostachyum |

## Q
- Dendrobium quadrialatum[cần kiểm chứng] J.J.Sm.
- Dendrobium quadriferum
- Dendrobium quadrilobatum
- Dendrobium quadriquetrum
- Dendrobium quinquecaudatum
- Dendrobium quinquedentatum
- Dendrobium quinquelobatum
- Dendrobium quisumbingii

## R

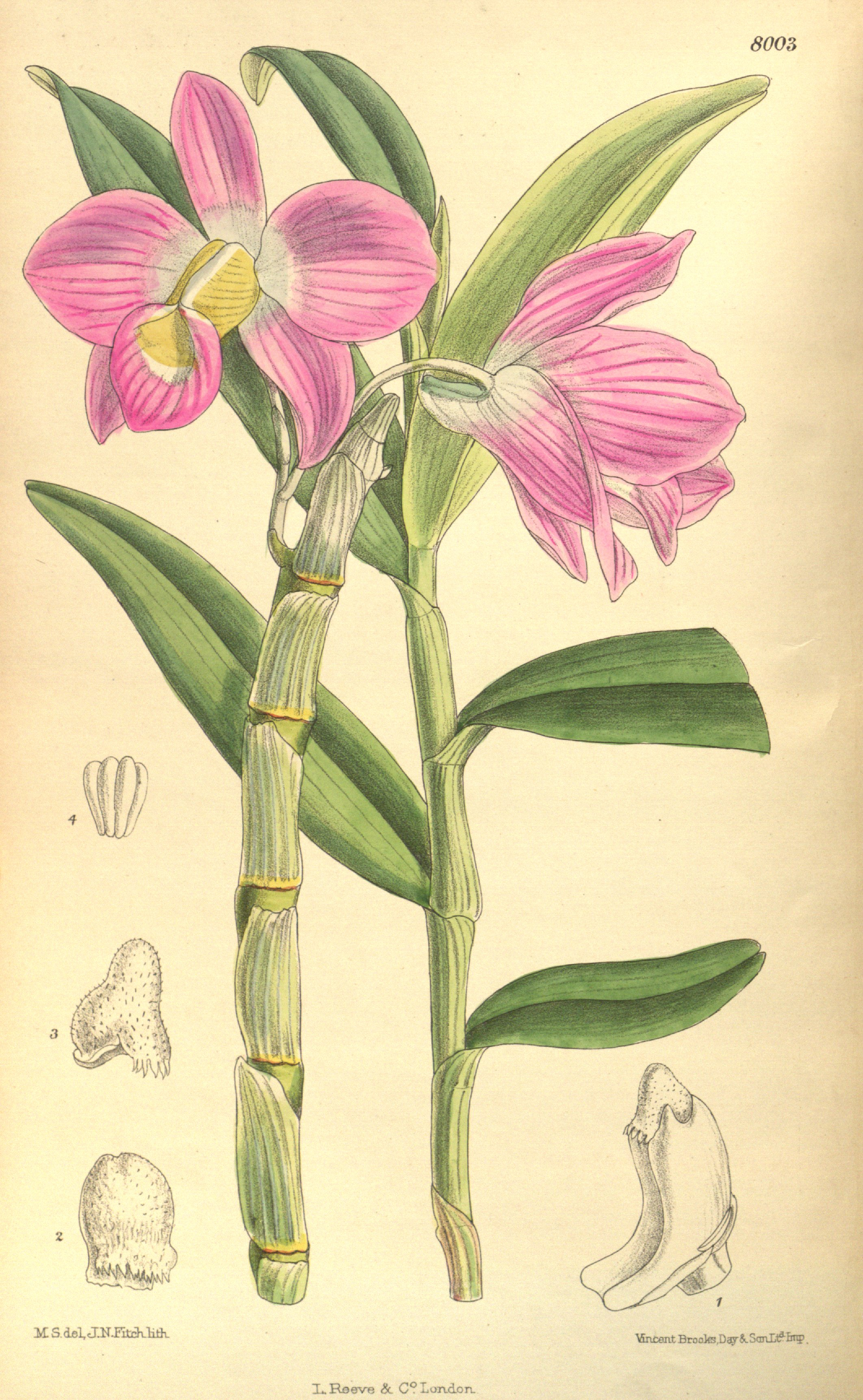
Dendrobium regium

| - Dendrobium racemosum – "rattail orchid" - Dendrobium rachmatii - Dendrobium radians - Dendrobium ramificans - Dendrobium ramosii – Ramos' Dendrobium - Dendrobium rantii - Dendrobium rappardii - Dendrobium rariflorum - Dendrobium rarum - Dendrobium rechingerorum - Dendrobium recurvilabre - Dendrobium reflexibarbatulum - Dendrobium reflexitepalum - Dendrobium refractum - Dendrobium regium - Dendrobium reineckei - Dendrobium reniforme - Dendrobium rennellii – Rennell Dendrobium - Dendrobium revolutum - Dendrobium rex (formerly D. speciosum var. grandiflorum) - Dendrobium rhabdoglossum - Dendrobium rhodobalion - Dendrobium rhodocentrum - Dendrobium rhodostele - Dendrobium rhodostictum – Red-spotted Dendrobium | - Dendrobium rhombopetalum - Dendrobium rhytidothece - Dendrobium rigidifolium - Dendrobium rigidum - Dendrobium rindjaniense - Dendrobium riparium - Dendrobium roseicolor - Dendrobium roseipes - Dendrobium rosellum - Dendrobium roseoflavidum - Dendrobium roseonervatum - Dendrobium roseostriatum - Dendrobium rubropictum - Dendrobium ruckeri - Dendrobium ruginosum - Dendrobium rugosum - Dendrobium rugulosum - Dendrobium rupestre - Dendrobium rupicolum - Dendrobium ruppianum – Small Demon Orchid (formerly D. fusiforme) - Dendrobium × ruppiosum (D. ruppianum × D. speciosum) - Dendrobium rutriferum - Dendrobium ruttenii |

## S

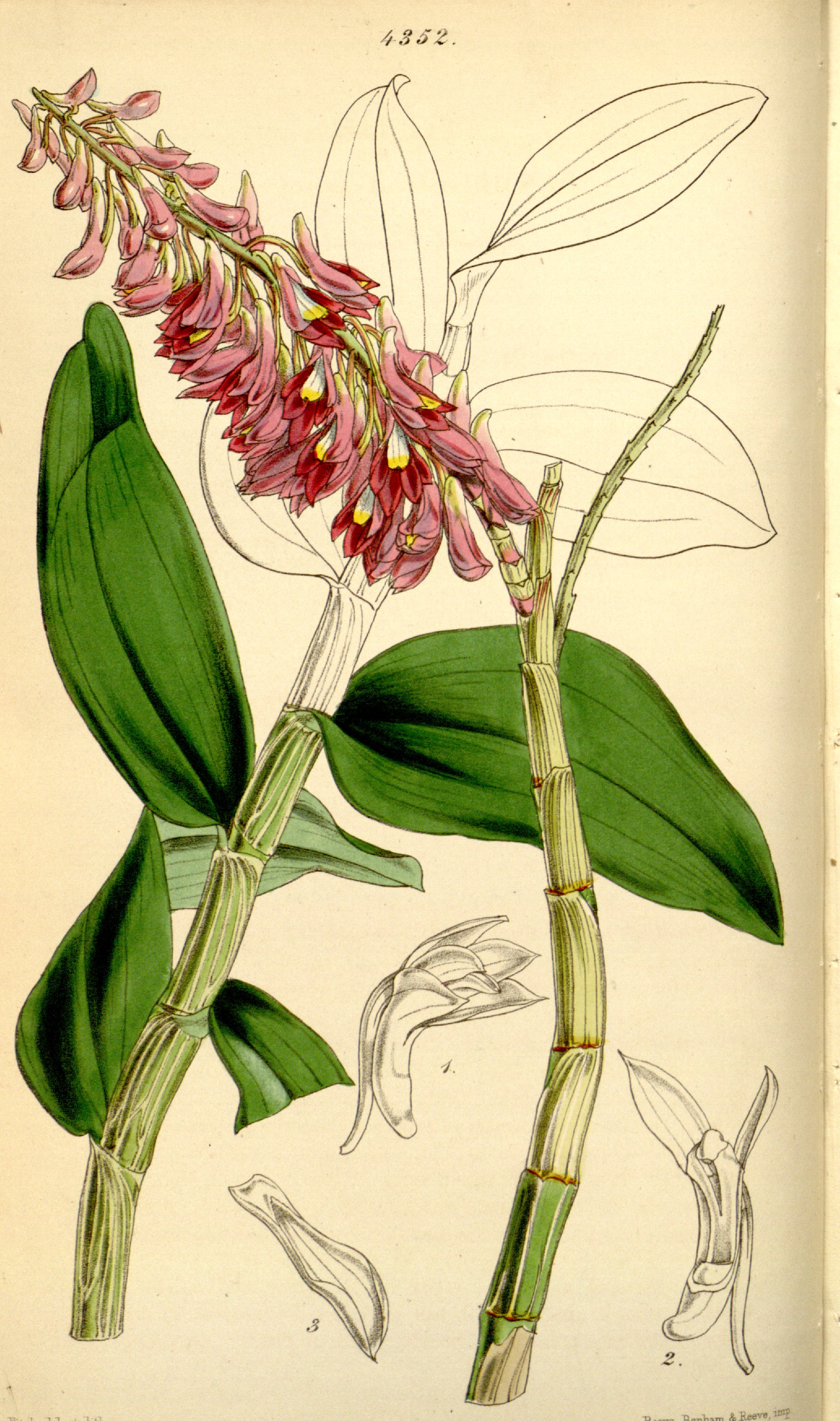
Toothbrush orchid, Dendrobium secundum

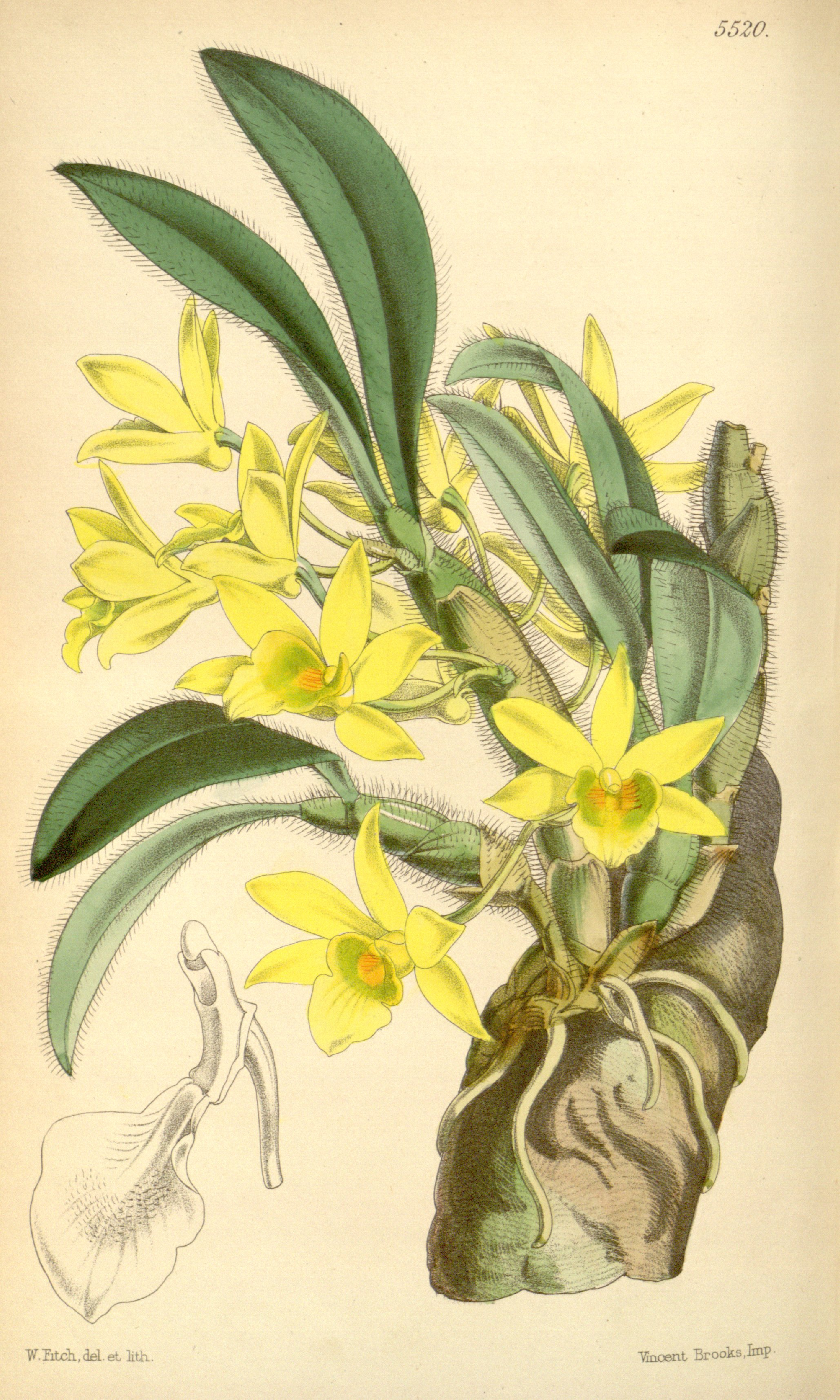
White-haired dendrobium, Dendrobium senile

| - Dendrobium sacculiferum - Dendrobium sagittatum - Dendrobium salaccense - Dendrobium salebrosum - Dendrobium salicifolium - Dendrobium salomonense - Dendrobium sambasanum - Dendrobium samoense - Dendrobium sancristobalense - Dendrobium sanderae – Mrs. Sander's Dendrobium - Dendrobium sanderae var. Luzonense - Dendrobium sanderae var. Major - Dendrobium sanderae var. Parviflorum - Dendrobium sanderae var. Surigaoense - Dendrobium sanderianum - Dendrobium sandsii - Dendrobium sanguinolentum – Blood-stained dendrobium - Dendrobium sarawakense - Dendrobium sarcochilus - Dendrobium sarcochilus var. megalorhizum - Dendrobium sarcochilus var. sarcochilus - Dendrobium sarcodes - Dendrobium sarcodes var. majus - Dendrobium sarcodes var. sarcodes - Dendrobium sarcophyllum - Dendrobium sarmentosum - Dendrobium scabrifolium - Dendrobium scabrilingue – Rough-lipped Dendrobium - Dendrobium schneiderae – Mrs. Schneider's Dendrobium - Dendrobium schneiderae var. major - Dendrobium schneiderae var. schneiderae - Dendrobium schoeninum - Dendrobium schuetzei – Schütze's Dendrobium - Dendrobium schulleri - Dendrobium schwartzkopfianum - Dendrobium schweinfurthianum - Dendrobium scirpoides - Dendrobium scopula - Dendrobium scoriarum - Dendrobium sculptum - Dendrobium secundum – Hoàng thảo báo hỉ - Dendrobium secundum var. Alba - Dendrobium senile – White-haired dendrobium, Old Man Orchid - Dendrobium septemcostulatum - Dendrobium seranicum - Dendrobium serratilabium – Toothed-lip Dendrobium - Dendrobium serratipetalum - Dendrobium setifolium - Dendrobium setigerum – Synonym of Dendrobium macrophyllum - Dendrobium setosum - Dendrobium shiraishii - Dendrobium shompenii - Dendrobium siberutense - Dendrobium sidikalangense - Dendrobium signatum - Dendrobium simondii - Dendrobium sinense - Dendrobium singaporense - Dendrobium singkawangense – Singkawang Dendrobium - Dendrobium singulare - Dendrobium sinuatum - Dendrobium sinuosum - Dendrobium sladei - Dendrobium smillieae F.Muell. – Smillie's Dendrobium, Bottlebrush Orchid - Dendrobium smithianum - Dendrobium sociale - Dendrobium somai - Dendrobium soriense - Dendrobium sororium - Dendrobium spatella - Dendrobium spathilabium | - Dendrobium spathilingue - Dendrobium spathipetalum - Dendrobium spathulatum - Dendrobium speciosum – Outstanding Dendrobium, King Orchid, Rock Lily - Dendrobium speckmaieri - Dendrobium spectabile – Grand Dendrobium - Dendrobium spectatissimum - Dendrobium speculigerum - Dendrobium sphegidoglossum – Wasp-lipped Dendrobium - Dendrobium sphenochilum - Dendrobium spurium - Dendrobium steatoglossum - Dendrobium steinii - Dendrobium stelidiiferum - Dendrobium stenophyllum - Dendrobium stictanthum - Dendrobium stockeri - Dendrobium stolleanum - Dendrobium stratiotes – Stalwart Dendrobium - Dendrobium straussianum - Dendrobium strebloceras – Twisted-horned dendrobium - Dendrobium strepsiceros - Dendrobium striaenopsis: was, Dendrobium bigibum var. schroederianum - Dendrobium striatellum - Dendrobium striatiflorum - Dendrobium striolatum – Streaked Rock Orchid, "rattail orchid" - Dendrobium strongylanthum - Dendrobium stuartii - Dendrobium stuposum – Flax-like Dendrobium - Dendrobium suaveolens - Dendrobium subacaule - Dendrobium subbilobatum - Dendrobium subclausum - Dendrobium subclausum var. pandanicola - Dendrobium subclausum var. phlox - Dendrobium subclausum var. speciosum - Dendrobium subclausum var. subclausum – Almost-closed-flowered Dendrobium - Dendrobium subelobatum - Dendrobium subflavidum - Dendrobium subpandifolium - Dendrobium subpetiolatum - Dendrobium subquadratum - Dendrobium subserratum - Dendrobium subsessile - Dendrobium subtricostatum - Dendrobium subulatoides - Dendrobium subulatum - Dendrobium subuliferum - Dendrobium × suffusum - Dendrobium sulcatum – Furrowed-lip dendrobium - Dendrobium sulphureum - Dendrobium sulphureum var. cellulosum - Dendrobium sulphureum var. rigidifolium - Dendrobium sulphureum var. sulphureum - Dendrobium sumatranum - Dendrobium summerhayesianum - Dendrobium superans - Dendrobium × superbiens - Dendrobium superbum – Honohono Synonym of Dendrobium anosmum - Dendrobium sutepense - Dendrobium sutiknoi P.O'Byrne - Dendrobium suzukii – Suzuki's Dendrobium - Dendrobium swartzii - Dendrobium sylvanum – Forest-dwelling Dendrobium |

## T

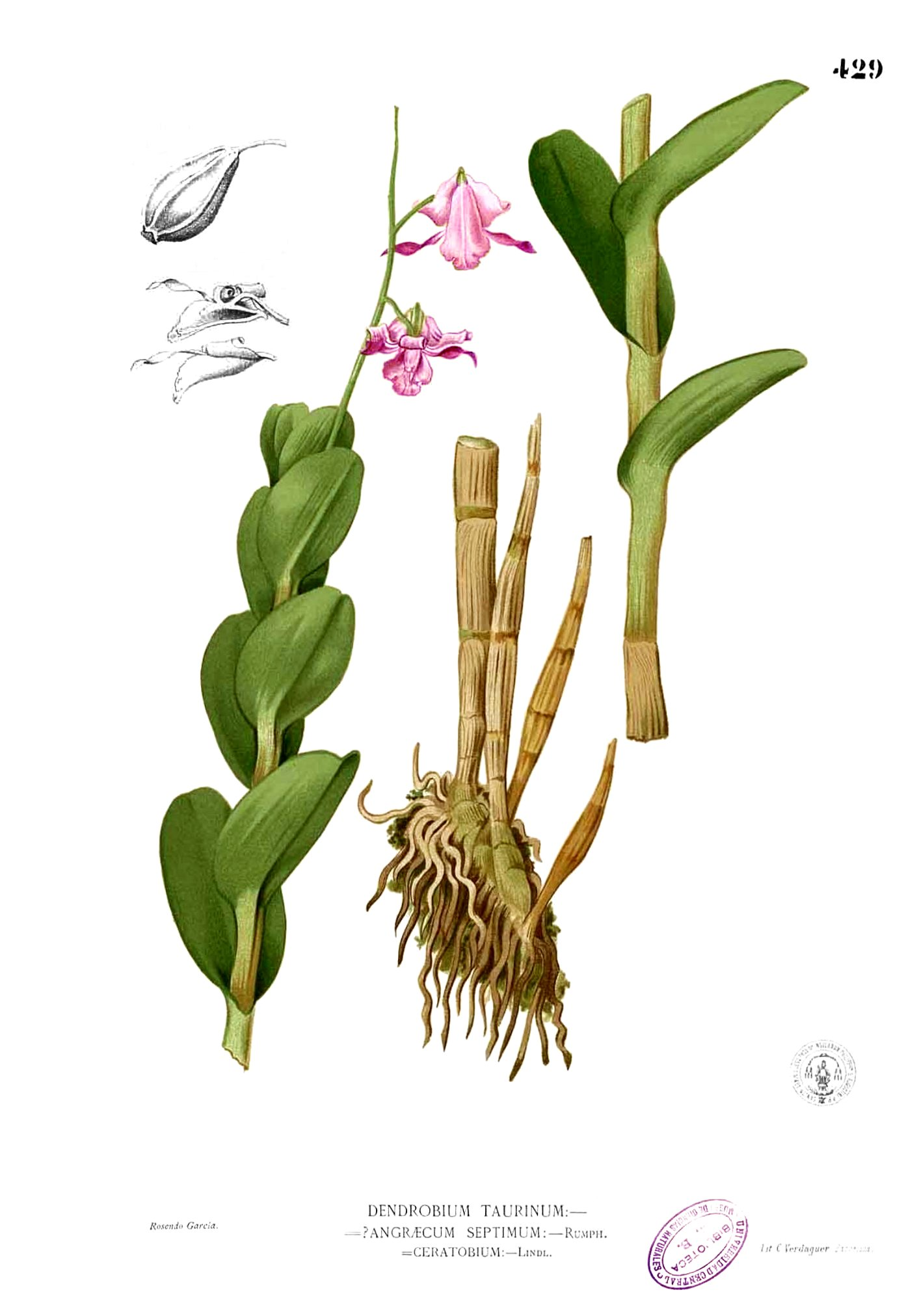
Bull orchid, Dendrobium taurinum

| - Dendrobium takahashii - Dendrobium tampangii - Dendrobium tangerinum – Tangerine-coloured Dendrobium - Dendrobium tapingense - Dendrobium tapiniense – Tapini Dendrobium - Dendrobium tarberi (formerly D. speciosum var. hillii) - Dendrobium tattonianum (D. canaliculatum var. tattonianum) - Dendrobium taurinum – Bull orchid - Dendrobium taurinum var. amboinense - Dendrobium taurinum var. taurinum - Dendrobium taurulinum - Dendrobium taveuniense - Dendrobium teloense - Dendrobium tenellum – Very Delicate Dendrobium - Dendrobium tenue - Dendrobium tenuicaule - Dendrobium tenuissimum – "rattail orchid" - Dendrobium terminale - Dendrobium terrestre - Dendrobium tetrachromum - Dendrobium tetraedre - Dendrobium tetragonum – Rectangular-bulbed dendrobium, Tree spider orchid, Common spider orchid - Dendrobium tetralobum - Dendrobium tetrodon - Dendrobium tetrodon var. tetrodon - Dendrobium tetrodon var. vanvuurenii - Dendrobium thrysiflorum – Pinecone-raceme Dendrobium - Dendrobium thysanophorum - Dendrobium tobaense – Toba Dendrobium - Dendrobium tokai - Dendrobium torajaense – Toraja Dendrobium | - Dendrobium toressae – Torres Strait Dendrobium - Dendrobium torquisepalum - Dendrobium torricellense - Dendrobium torricellianum - Dendrobium tortile – Hoàng thảo xoắn - Dendrobium tosaense - Dendrobium toxopei - Dendrobium tozerensis - Dendrobium trachythece - Dendrobium transparens – Translucent Dendrobium - Dendrobium transtilliferum - Dendrobium treubii - Dendrobium triangulum - Dendrobium trichosepalum - Dendrobium trichostomum - Dendrobium tricuspe - Dendrobium tridentatum - Dendrobium tridentiferum - Dendrobium trigonellodorum - Dendrobium trigonopus – Golden Chicken's Beak Orchid, Triangular-column-footed Dendrobium - Dendrobium trilamellatum – Brown Antelope Orchid - Dendrobium trilobulatum - Dendrobium trinervium - Dendrobium triste - Dendrobium tropidoneuron - Dendrobium trullatum - Dendrobium truncatum - Dendrobium truncicola - Dendrobium tuananhii Aver.: Vietnam - Dendrobium tubiflorum - Dendrobium tumoriferum |

## U
- Dendrobium uliginosum
- Dendrobium umbonatum
- Dendrobium uncatum
- Dendrobium undatialatum
- Dendrobium unicarinatum
- Dendrobium unicum – Hoàng thảo một hoa
- Dendrobium uniflorum – Single-flowered Dendrobium
- Dendrobium × usitae
- Dendrobium usterioides
- Dendrobium ustulatum
- Dendrobium utile[cần kiểm chứng]

## V
| - Dendrobium vagabundum - Dendrobium vagans - Dendrobium validipecten - Dendrobium vanderwateri - Dendrobium vandifolium - Dendrobium vandoides - Dendrobium vanhulstijnii - Dendrobium vannouhuysii - Dendrobium vannouhuysii var. rhombipetalum - Dendrobium vannouhuysii var. vannouhuysii - Dendrobium ventricosum - Dendrobium ventrilabium - Dendrobium ventripes - Dendrobium venustum – Lovely Dendrobium - Dendrobium vernicosum - Dendrobium verruciferum - Dendrobium verruciflorum - Dendrobium verruculosum - Dendrobium versicolor - Dendrobium vesiculosum - Dendrobium vestigiiferum - Dendrobium vexillarius – Flag-carrying Dendrobium - Dendrobium vexillarius var. albiviride - Dendrobium vexillarius var. elworthyi - Dendrobium vexillarius var. microblepharum - Dendrobium vexillarius var. retroflexum - Dendrobium vexillarius var. uncinatum - Dendrobium vexillarius var. vexillarius | - Dendrobium victoriae-reginae – Queen Victoria's Dendrobium, Blue Orchid - Dendrobium villosulum - Dendrobium vinosum - Dendrobium violaceoflavens – Violet-yellow Dendrobium - Dendrobium violaceominiatum - Dendrobium violaceopictum - Dendrobium violaceum – Violet Dendrobium - Dendrobium violaceum ssp. cyperifolium - Dendrobium violaceum ssp. violaceum - Dendrobium violascens - Dendrobium virgineum – Virginal White Dendrobium - Dendrobium viridiflorum - Dendrobium viriditepalum - Dendrobium viridulum - Dendrobium virotii - Dendrobium vitiense - Dendrobium von-paulsenianum - Dendrobium vonroemeri |

## W

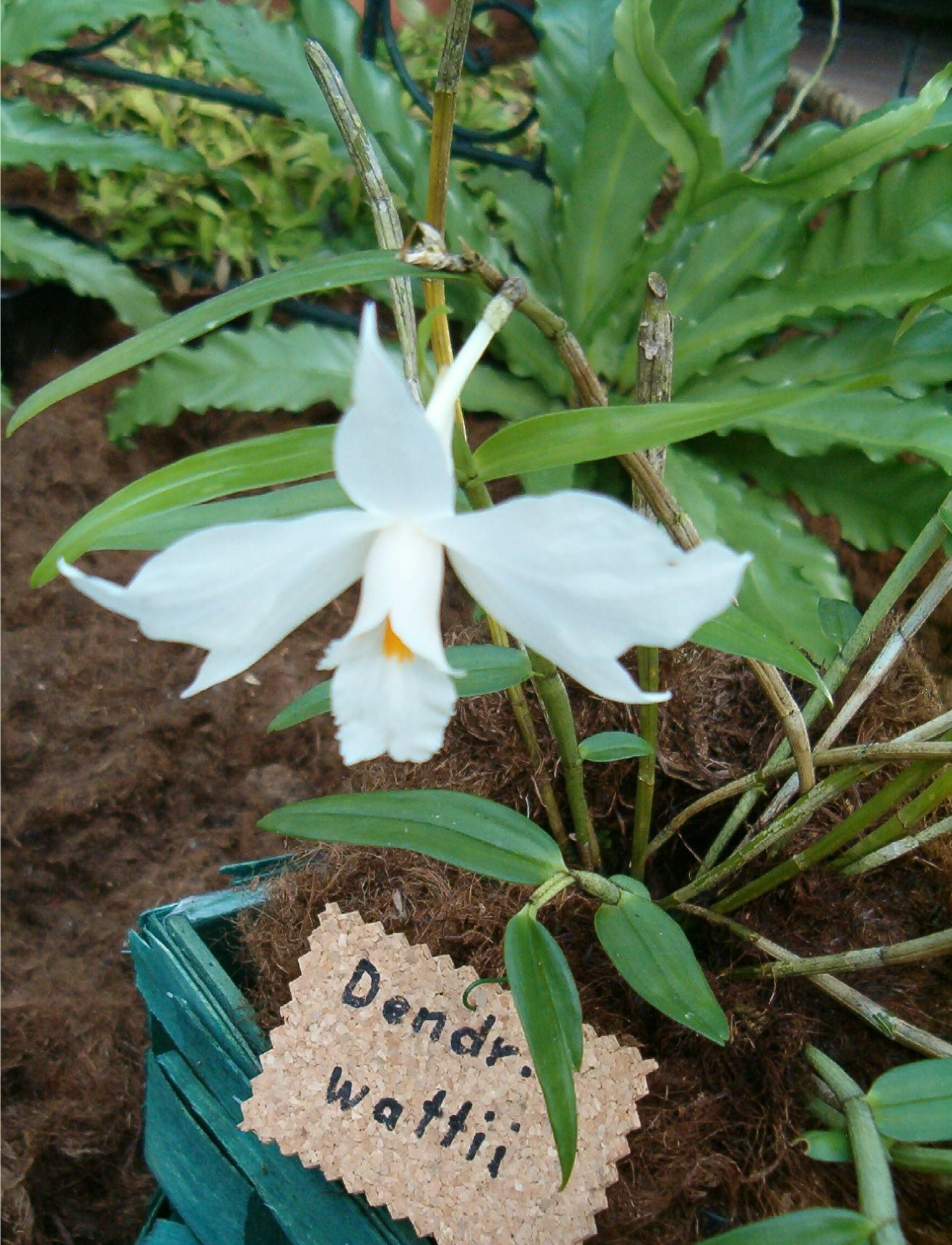
Dendrobium wattii

| - Dendrobium wardianum – Ward's Dendrobium - Dendrobium wassellii - Dendrobium wattii: Hoạt lan - Dendrobium wentianum - Dendrobium wenzelii – Wenzel's Dendrobium - Dendrobium whistleri - Dendrobium wightii - Dendrobium williamsianum – Williams' Dendrobium - Dendrobium williamsianum var. chanii - Dendrobium williamsianum var. williamsianum | - Dendrobium williamsonii – Williamson's dendrobium - Dendrobium wilmsianum - Dendrobium wilsonii - Dendrobium wisselense - Dendrobium wolterianum - Dendrobium woluense - Dendrobium womersleyi - Dendrobium woodsii - Dendrobium wulaiense – Wulai Island White Orchid |

## X
- Dendrobium xanthoacron
- Dendrobium xanthogenium
- Dendrobium xanthomeson
- Dendrobium xanthophlebium
- Dendrobium xanthothece
- Dendrobium xichouensis
- Dendrobium xiphophyllum
- Dendrobium xylophyllum

## Y
- Dendrobium yeageri
- Dendrobium yengiliense
- Dendrobium ypsilon
- Dendrobium yunnanense

## Z
- Dendrobium zamboangense
- Dendrobium zonatum

## Các loài đã từng được xếp vào chi Lan hoàng thảo
- Ceraia pseudoequitans (Fessel & Lückel) M.A.Clem (was Dendrobium pseudoequitans)
- Dipodium punctatum (was Dendrobium punctatum)
- Dockrillia, including
  - Dockrillia calamiformis (was Dendrobium teretifolium var. fasciculatum)
  - Dockrillia cucumerina – Cucumber Orchid (was Dendrobium cucumerinum)
  - Dockrillia dolichophylla (was Dendrobium teretifolium var. aureum)
  - Dockrillia fairfaxii (was Dendrobium teretifolium var. fairfaxii)
  - Dockrillia linguiformis – Thumbnail Orchid, "tongue orchid" (was Dendrobium linguiforme, Dendrobium linguiforme var. huntianum)
  - Dockrillia nugentii (was Dendrobium linguiforme var. nugentii)
  - Dockrillia pugioniformis – Dagger Orchid (was Dendrobium pugioniforme)
  - Dockrillia teretifolia – Bridal-veil Orchid, Clematis Orchid, "rattail orchid", "pencil orchid" (was Dendrobium teretifolium)
- Eurycaulis lucens (Rchb.f.) M.A.Clem (was Dendrobium lucens)
- Winika cunninghamii – Winika, "Christmas orchid", "bamboo orchid" (was Dendrobium cunninghamii)